# Liste der Biografien/Hartm
Liste der Biografien |
Portal Biografien |
Personensuche
# |
A |
B |
C |
D |
E |
F |
G |
H |
I |
J |
K |
L |
M |
N |
O |
P |
Q |
R |
S |
T |
U |
V |
W |
X |
Y |
Z |
?
 
Ha |
Hd |
He |
Hi |
Hj |
Hk |
Hl |
Hm |
Hn |
Ho |
Hr |
Hs |
Ht |
Hu |
Hv |
Hw |
Hy
 
Haa |
Hab |
Hac |
Had |
Hae–Haf |
Hag |
Hah |
Hai |
Haj |
Hak |
Hal |
Ham |
Han |
Hao |
Hap |
Haq |
Har |
Has |
Hat |
Hau |
Hav |
Haw |
Hax |
Hay |
Haz
 
Hara |
Harb |
Harc |
Hard |
Hare |
Harf |
Harg |
Harh |
Hari |
Harj |
Hark |
Harl |
Harm |
Harn |
Haro |
Harp |
Harr |
Hars |
Hart |
Haru |
Harv |
Harw |
Harx |
Hary |
Harz
 
Harta |
Hartb |
Hartd |
Harte |
Hartf |
Hartg |
Harth |
Harti |
Hartj |
Hartk |
Hartl |
Hartm |
Hartn |
Harto |
Hartr |
Harts |
Hartt |
Hartu |
Hartv |
Hartw |
Harty |
Hartz
Die Liste der Biografien führt alle Personen auf, die in der deutschsprachigen Wikipedia einen Artikel haben. Dieses ist eine Teilliste mit 647 Einträgen von Personen, deren Namen mit den Buchstaben „Hartm“ beginnt.

## Hartm

### Hartma

#### Hartman
- Hartman, Arthur A. (1926–2015), US-amerikanischer Diplomat
- Hartman, Ashley (* 1985), US-amerikanische Schauspielerin und Model
- Hartman, Bill (1943–2022), US-amerikanischer Jazz- und Orchestermusiker (Bassposaune) und Hochschullehrer
- Hartman, Butch (* 1965), US-amerikanischer Drehbuchautor, Regisseur, Filmproduzent und SynchronsprecherButch Hartman (* 1965)

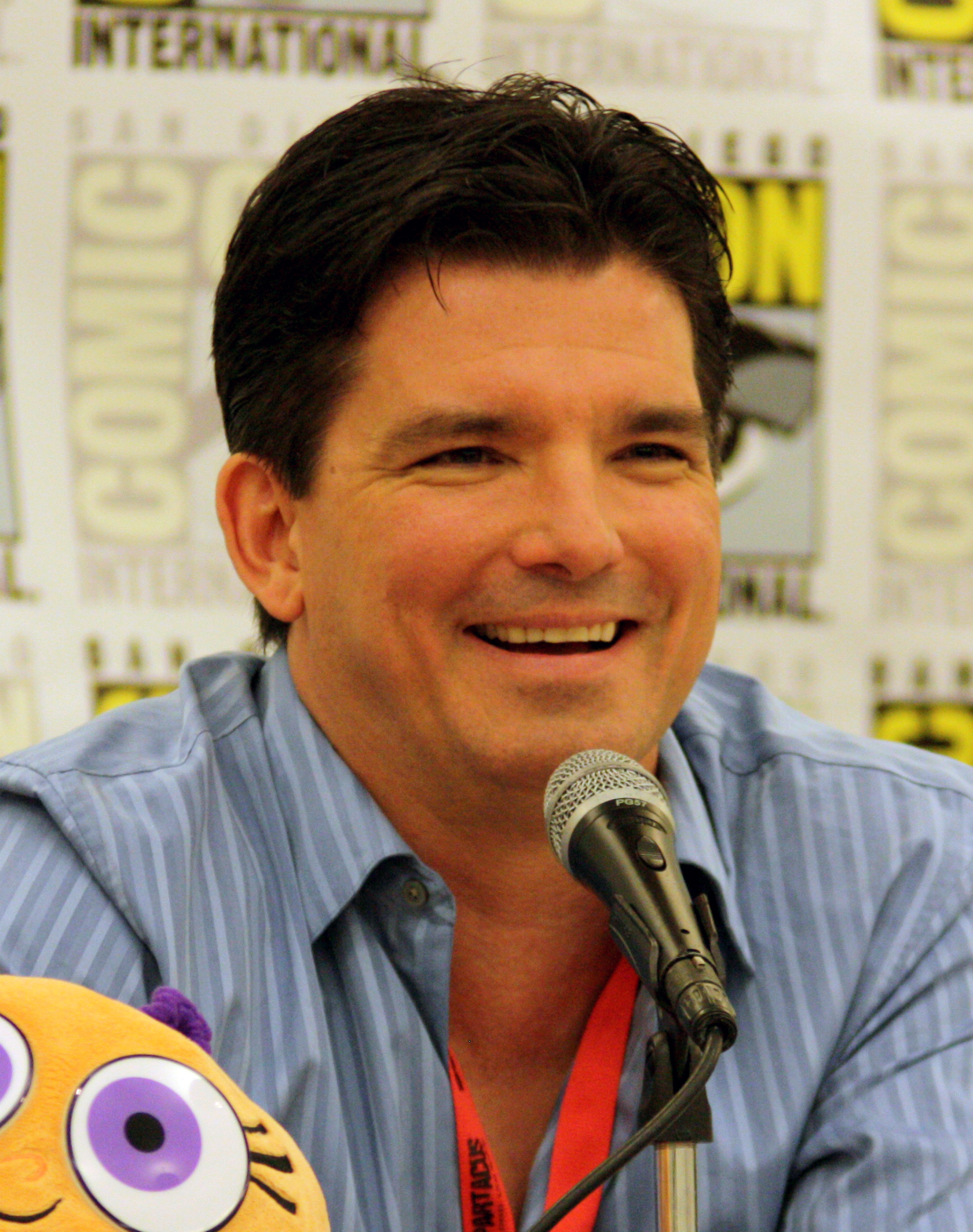
Butch Hartman (* 1965)

- Hartman, Carl (1824–1884), schwedischer Botaniker
- Hartman, Carl Johan (1790–1849), schwedischer Arzt und Botaniker
- Hartman, Charles S. (1861–1929), US-amerikanischer Politiker
- Hartman, Dan (1950–1994), US-amerikanischer Rockmusiker
- Hartman, David (* 1935), US-amerikanischer Journalist, Moderator und Schauspieler
- Hartman, Don (1900–1958), US-amerikanischer Drehbuchautor, Filmregisseur und Komponist
- Hartman, Elizabeth (1943–1987), US-amerikanische Schauspielerin
- Hartman, Ellen (1860–1945), schwedische Schauspielerin
- Hartman, Ena (1932–2025), US-amerikanische Schauspielerin
- Hartman, Friedrich (* 1563), deutscher Buchdrucker in Frankfurt (Oder)
- Hartman, Gabrissa, nauruische Politikerin
- Hartman, Geoffrey (1929–2016), deutschamerikanischer Literaturwissenschaftler und Sterling Professor der Yale University
- Hartman, Hanna (* 1961), schwedische Komponistin und Klangkünstlerin
- Hartman, Jacobus Johannes (1851–1924), niederländischer Altphilologe
- Hartman, Jan (* 1967), polnischer Philosoph, Hochschullehrer
- Hartman, Jesse Lee (1853–1930), US-amerikanischer Politiker
- Hartman, Johnny (1923–1983), US-amerikanischer Jazzsänger
- Hartman, Karl († 1999), nauruischer Leichtathlet
- Hartman, Kathryn, australische Schauspielerin
- Hartman, Katie (* 1988), US-amerikanische Skirennläuferin
- Hartman, Kevin (* 1974), US-amerikanischer Fußballspieler
- Hartman, Lisa (* 1956), US-amerikanische Schauspielerin und SängerinLisa Hartman (* 1956)

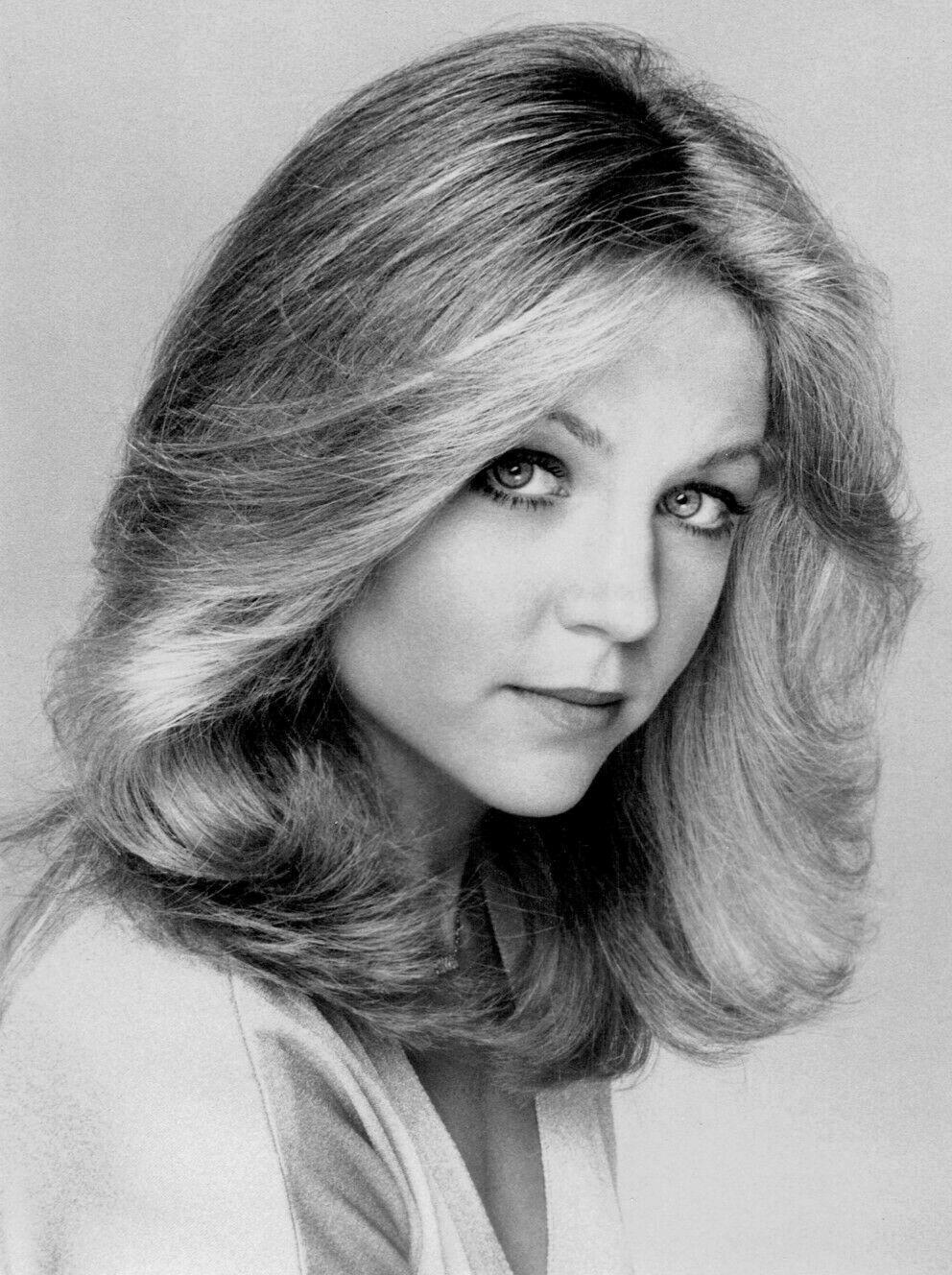
Lisa Hartman (* 1956)

- Hartman, Mike (* 1967), US-amerikanischer Eishockeyspieler
- Hartman, Milka (1902–1997), österreichische Dichterin der slowenischsprachigen Volksgruppe von Kärnten
- Hartman, Nicolas (* 1985), französischer Radrennfahrer
- Hartman, Peter G. (* 1947), englisch-deutscher Biochemiker
- Hartman, Phil (1948–1998), kanadischer Schauspieler, Grafikdesigner und DrehbuchautorPhil Hartman (1948–1998)

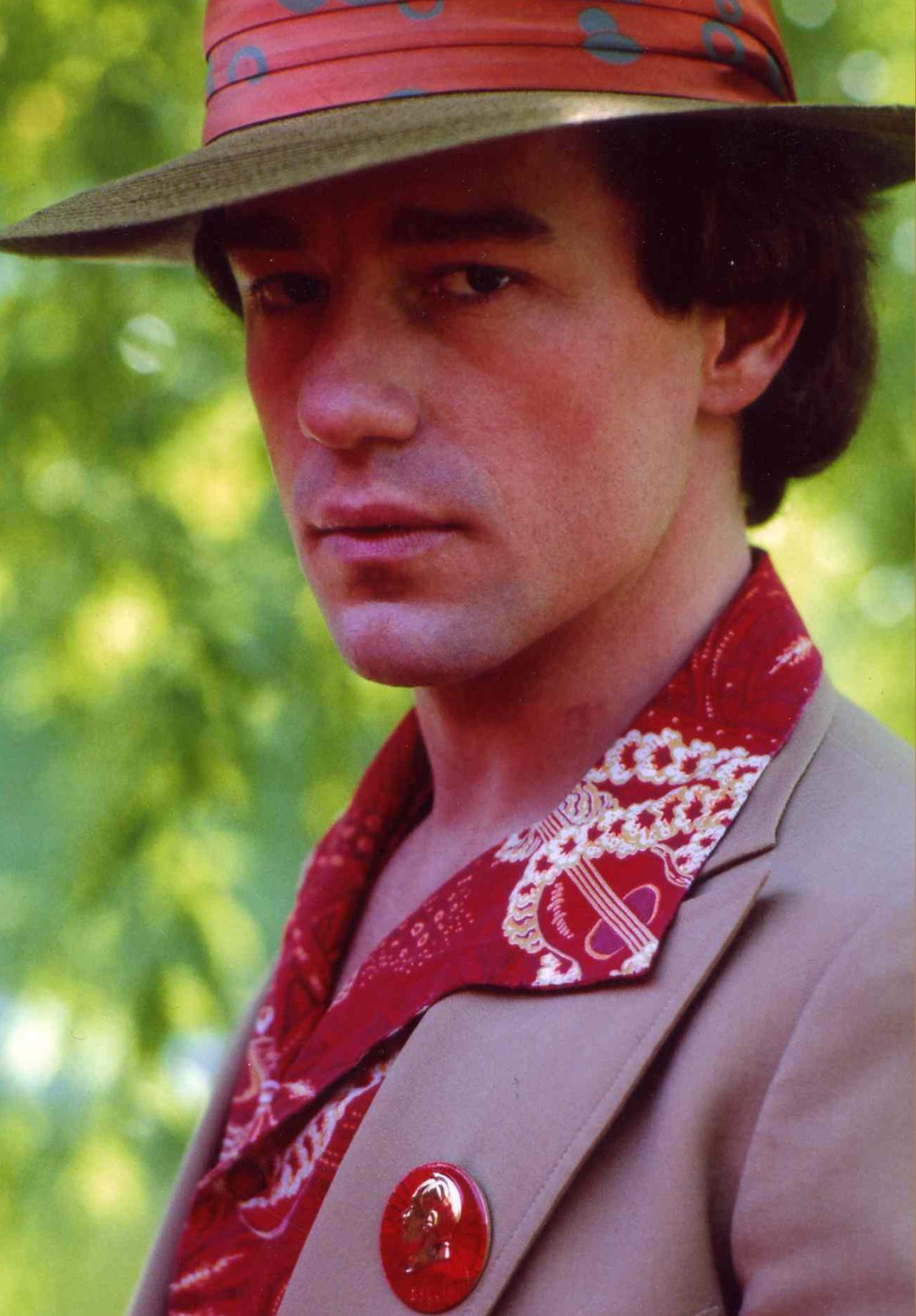
Phil Hartman (1948–1998)

- Hartman, Philip (1915–2015), US-amerikanischer Mathematiker und Hochschullehrer
- Hartman, Piet (1922–2021), niederländischer Kristallograph
- Hartman, Piret (* 1981), estnische Politikerin
- Hartman, Quilindschy (* 2001), niederländischer Fußballspieler
- Hartman, Robert S. (1910–1973), US-amerikanischer Logiker und Philosoph
- Hartman, Ryan (* 1994), US-amerikanischer Eishockeyspieler
- Hartman, Saidiya (* 1961), US-amerikanische Literaturwissenschaftlerin und Hochschullehrerin
- Hartman, Stanisław (1914–1992), polnischer Mathematiker
- Hartman, Wiesław (1950–2021), polnischer Reiter
- Hartman, Woltemade (* 1959), südafrikanischer Psychologe und Psychotherapeut

##### Hartmani
- Hartmanis, Juris (1928–2022), lettisch-amerikanischer Informatiker und Turingpreisträger

##### Hartmann
- Hartmann (* 1988), deutscher Rapper

###### Hartmann I
- Hartmann I., Bischof von Chur
- Hartmann I. († 1114), Abt von Kempten, Göttweig und St. Lambrecht
- Hartmann I., Graf von Württemberg
- Hartmann I. von Dillingen († 1121), Graf von Dillingen
- Hartmann I. von Grüningen († 1280), Graf aus dem Haus Württemberg
- Hartmann I. von Werdenberg, Graf von Kraiburg und Marquartstein (1256–1259); Graf von Werdenberg
- Hartmann II., Abt des Klosters Schlüchtern
- Hartmann II. von Grüningen († 1275), Graf von Grüningen
- Hartmann II. von Kirchberg (1466–1529), Fürstabt von Fulda
- Hartmann III. von Grüningen († 1280), Graf von Grüningen
- Hartmann IV. von Kyburg († 1264), Graf von Kyburg

###### Hartmann M
- Hartmann Münch von Münchenstein († 1424), Bischof von Basel

###### Hartmann V
- Hartmann von Aue, mittelhochdeutscher DichterHartmann von Aue

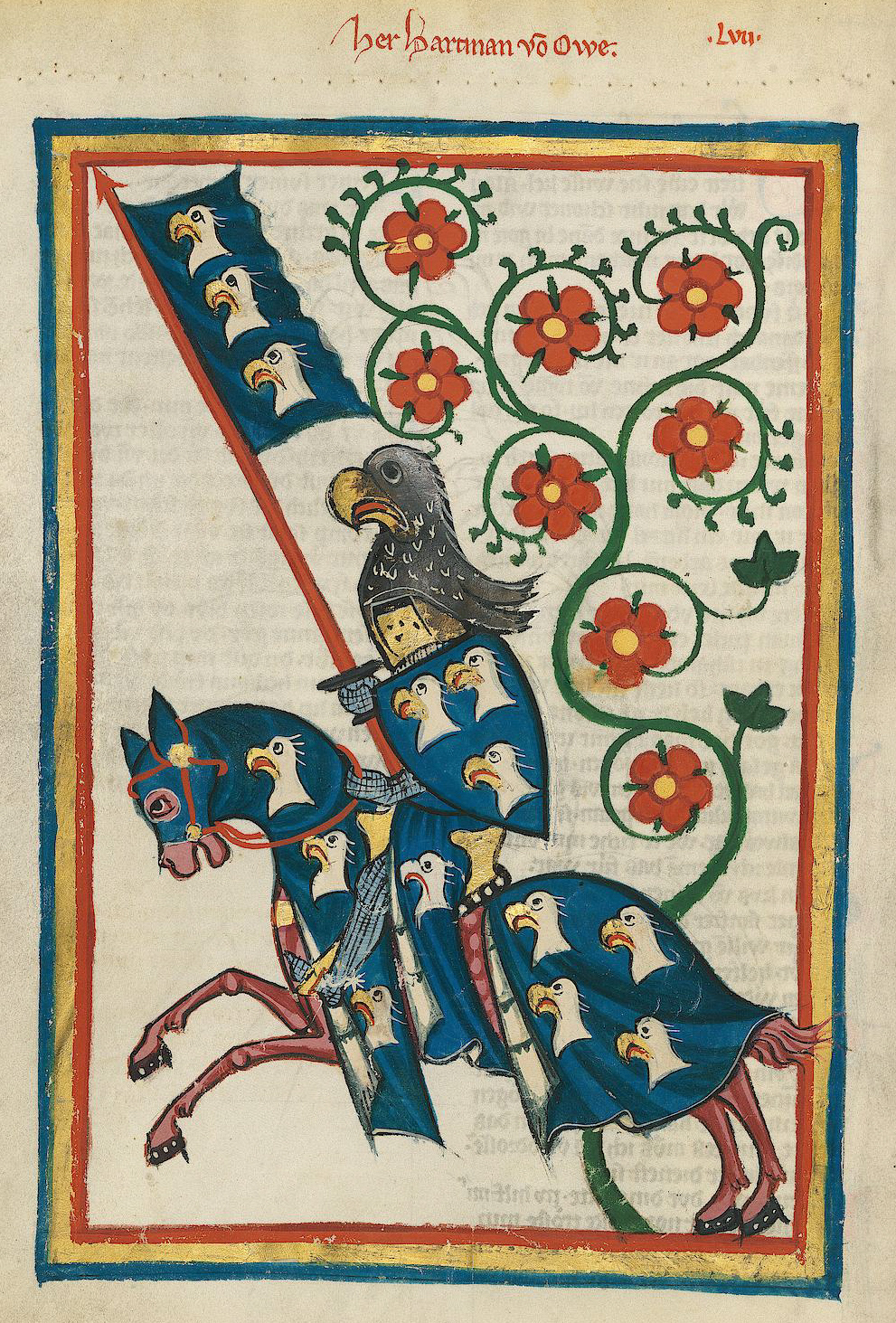
Hartmann von Aue

- Hartmann von Brixen († 1164), Fürstbischof
- Hartmann von Bubenberg, Mitglied der Berner Patrizierfamilie von Bubenberg
- Hartmann von Dillingen († 1286), Bischof von Augsburg
- Hartmann von Franzenshuld, Ernst (1840–1884), österreichischer Numismatiker und Heraldiker
- Hartmann von Habsburg († 1281), Graf von Habsburg, Sohn von Rudolf I. (HRR)
- Hartmann von Heldrungen († 1282), Hochmeister des Deutschen Ordens
- Hartmann von Landsberg († 1340), Geistlicher aus dem elsässischen Adelsgeschlecht von Landsberg, mit Sitz auf der gleichnamigen Burg
- Hartmann von Lobdeburg, Grundherr in Auhausen
- Hartmann von St. Gallen († 925), Abt des Klosters St. Gallen
- Hartmann von Werdenberg-Sargans († 1416), Bischof von Chur

###### Hartmann, A
- Hartmann, Adalbert (1895–1949), sudetendeutscher Jurist und Politiker
- Hartmann, Adele (1881–1937), deutsche Ärztin und die erste habilitierte Frau im Deutschen Reich
- Hartmann, Adolf (1824–1897), deutscher Jurist, Geheimer Legationsrat und Hochschullehrer
- Hartmann, Adolf (1882–1959), Schweizer Chemiker
- Hartmann, Adolf (1900–1972), deutscher Maler
- Hartmann, Albert (1846–1909), deutscher Unternehmer
- Hartmann, Albert (1868–1928), deutscher Künstler und Hochschullehrer
- Hartmann, Albert (1885–1973), deutscher Klassischer Philologe und Bibliothekar
- Hartmann, Albert (1899–1991), deutscher Landwirt und Politiker (CDU), MdL
- Hartmann, Albert von (1805–1865), deutscher Jurist und Politiker
- Hartmann, Alex (* 1993), australischer Sprinter
- Hartmann, Alexander (* 1968), deutscher Physiker und Hochschullehrer
- Hartmann, Alexander von (1890–1943), deutscher General der Infanterie im Zweiten Weltkrieg
- Hartmann, Alexandra (1969–2014), deutsche Theater- und Filmschauspielerin
- Hartmann, Alfons (1915–1943), deutscher kommunistischer Widerstandskämpfer
- Hartmann, Alfred (1814–1897), Schweizer Schriftsteller
- Hartmann, Alfred (1883–1960), Schweizer Lehrer und Übersetzer
- Hartmann, Alfred (1894–1967), deutscher Beamter und Industriemanager
- Hartmann, Alfred (1910–2001), deutscher Motorrad- und Automobilrennfahrer, Motortuner sowie Unternehmer
- Hartmann, Alfred (* 1947), deutscher Reeder
- Hartmann, Alina (* 1995), deutsche BasketballnationalspielerinAlina Hartmann (* 1995)

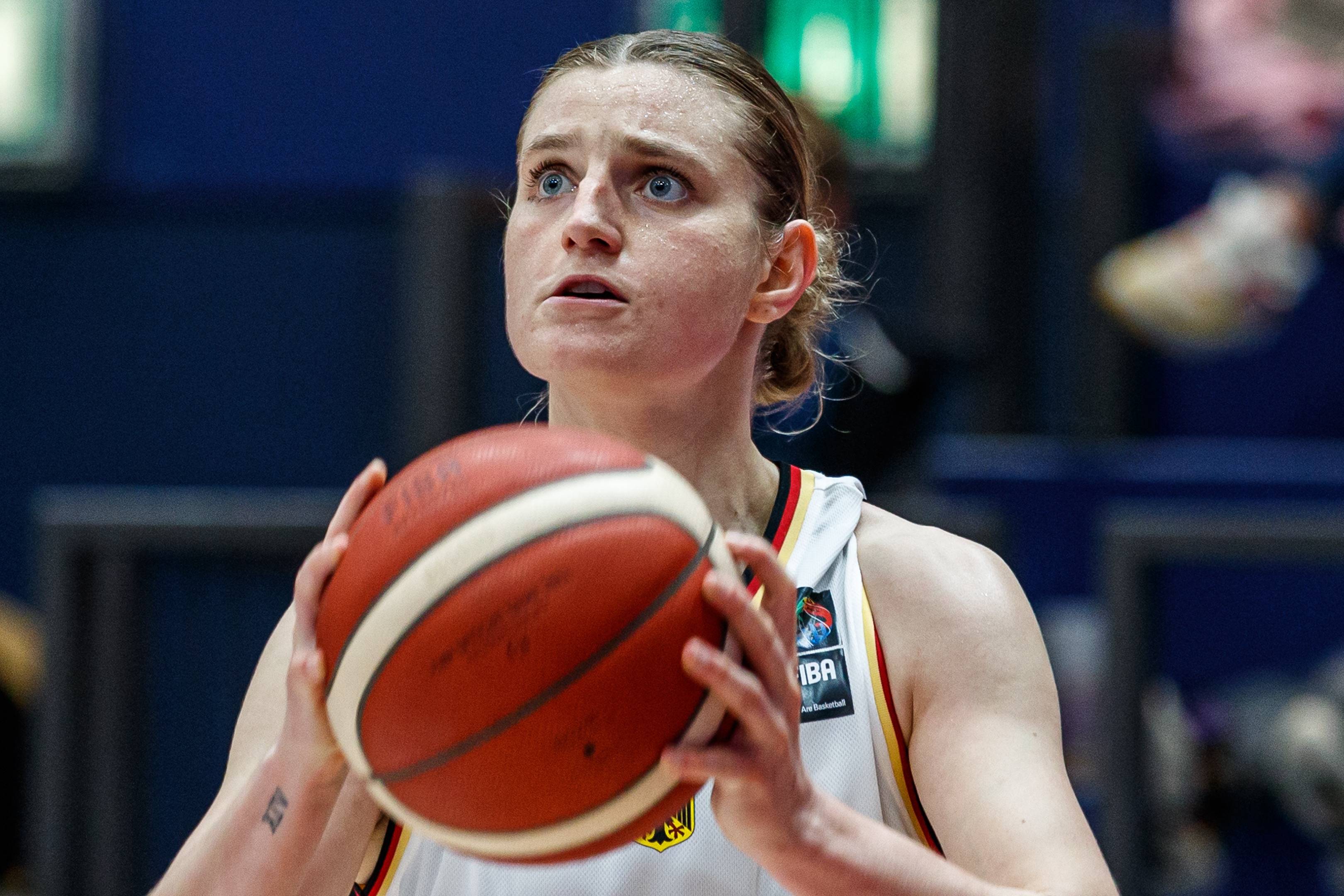
Alina Hartmann (* 1995)

- Hartmann, Alois (* 1936), Schweizer Journalist und Politiker
- Hartmann, Alwin (1840–1921), deutscher Jurist und Politiker, MdR
- Hartmann, Alwin (1863–1934), deutscher Postbeamter und Politiker, MdL
- Hartmann, Anastasius (1803–1866), Schweizer Kapuziner, Titularbischof, Apostolischer Vikar von Bombay und Patna
- Hartmann, André (* 1976), deutscher Musikkabarettist, Stimmenimitator und Conférencier
- Hartmann, Andreas, deutscher Schriftsteller
- Hartmann, Andreas (* 1952), deutscher Volkskundler
- Hartmann, Andreas (* 1956), Schweizer Politiker (FDP)
- Hartmann, Andreas (* 1960), deutscher Violinist
- Hartmann, Andreas (* 1977), deutscher Althistoriker
- Hartmann, Andreas (* 1980), Schweizer Nordischer Kombinierer
- Hartmann, Andreas (* 1983), deutscher Kameramann, Videodesigner
- Hartmann, Angelika (1829–1917), deutsche Pädagogin
- Hartmann, Angelika (1944–2023), deutsche Islamwissenschaftlerin und Hochschullehrerin
- Hartmann, Anna Sofie (* 1984), dänische Regisseurin und Drehbuchautorin
- Hartmann, Annalea (* 1965), Schweizer Beachvolleyballspielerin
- Hartmann, Anne (* 1954), deutsche Slawistin und Germanistin
- Hartmann, Anny (* 1970), deutsche Kabarettistin
- Hartmann, Anselm (* 1959), deutscher Pianist und Musikwissenschaftler sowie Hochschullehrer
- Hartmann, Anselm (* 1993), deutscher Basketballspieler
- Hartmann, Anton (1860–1912), deutscher Schauspieler und Theaterdirektor
- Hartmann, Anton Theodor (1774–1838), deutscher Orientalist und evangelischer Theologe
- Hartmann, Armin (* 1977), Schweizer Unternehmer und Politiker (SVP)Armin Hartmann (* 1977)

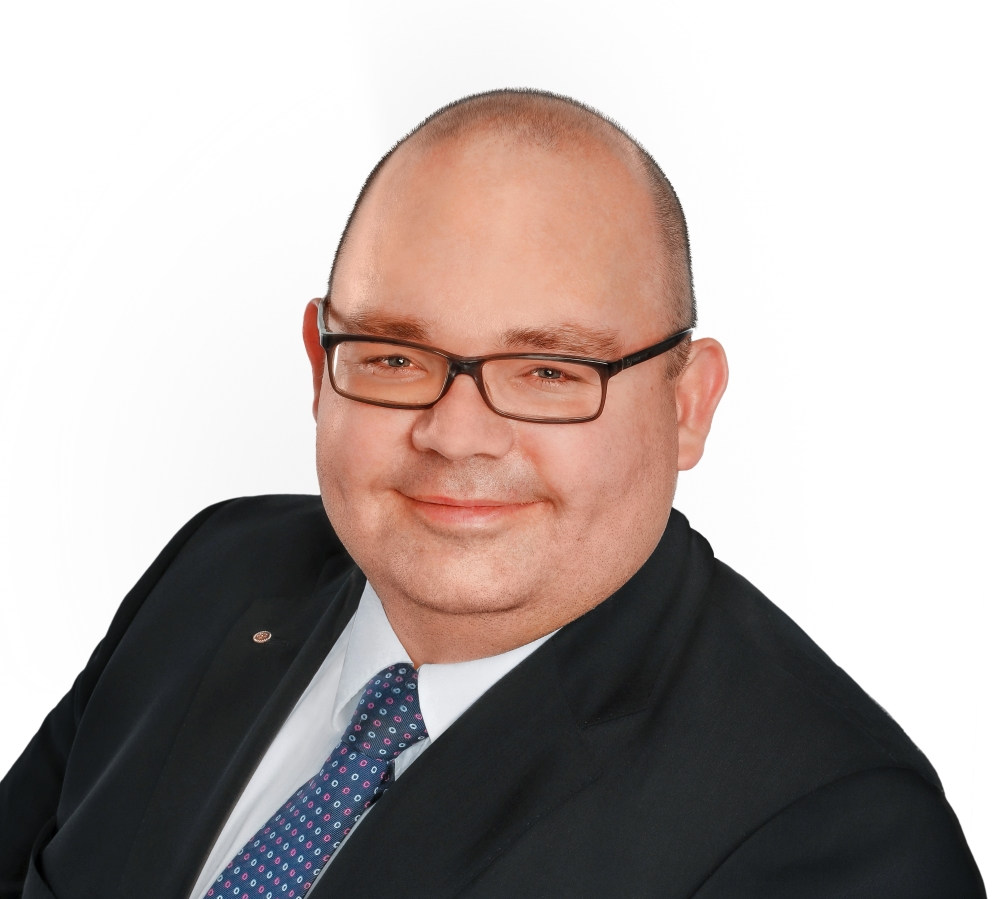
Armin Hartmann (* 1977)

- Hartmann, Arnold (1861–1919), deutscher Architekt
- Hartmann, Arthur (1849–1931), deutscher HNO-Arzt, Hochschullehrer
- Hartmann, August (1931–2011), deutscher Orgelbauer
- Hartmann, August (1931–2008), deutscher Kommunalpolitiker (SPD)
- Hartmann, August von (1764–1849), württembergischer Beamter
- Hartmann, Axel, deutscher Industriedesigner
- Hartmann, Axel (* 1948), deutscher Diplomat

###### Hartmann, B
- Hartmann, Barbara (* 1961), Schweizer Squashspielerin
- Hartmann, Bastian (* 1984), deutscher Politiker (SPD), MdL NRW
- Hartmann, Benedikt (1873–1955), Schweizer reformierter Pfarrer
- Hartmann, Benjamin (* 1990), deutscher Dirigent und ChorleiterBenjamin Hartmann (* 1990)

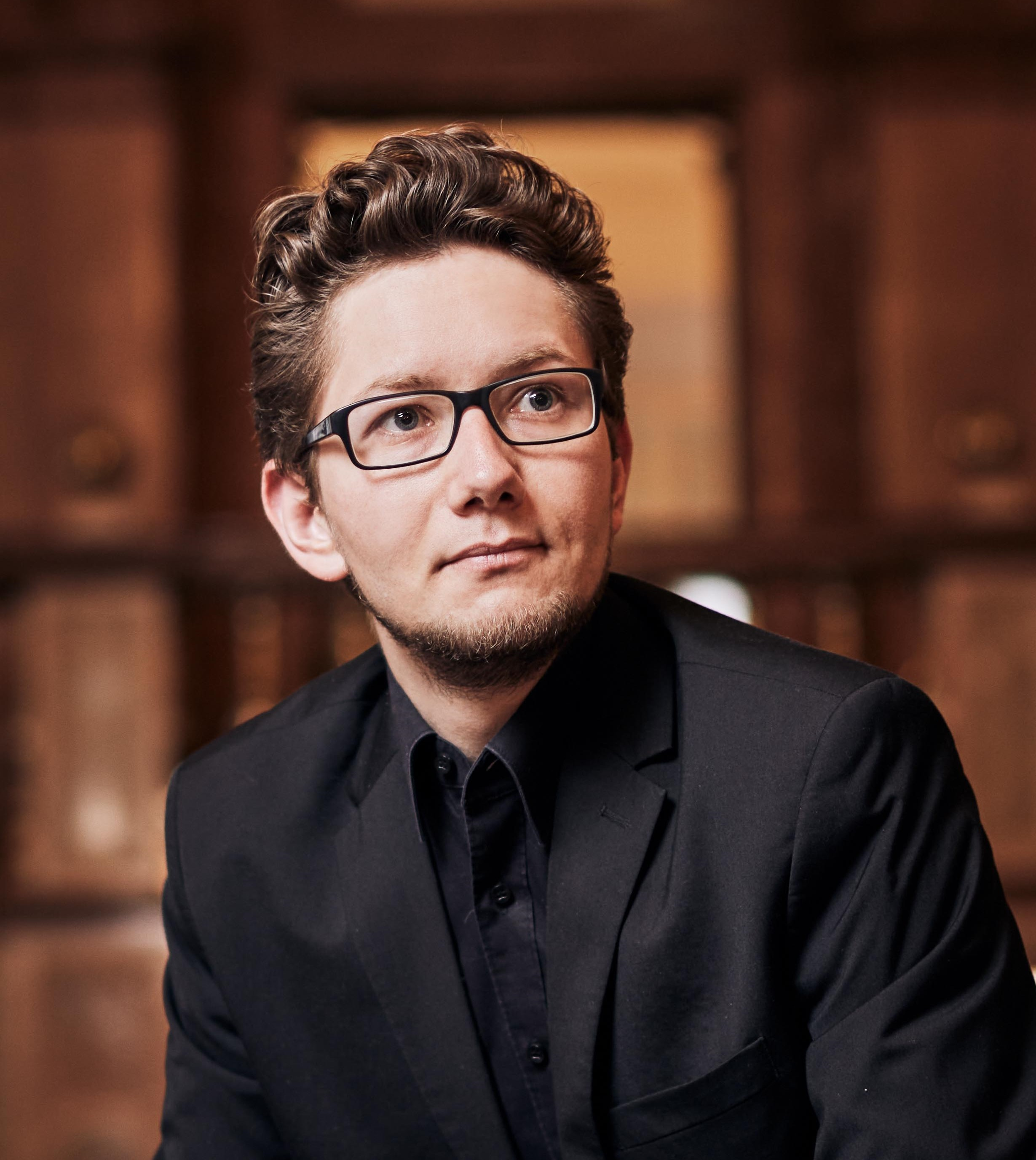
Benjamin Hartmann (* 1990)

- Hartmann, Benno (1924–2001), deutscher Fußballspieler
- Hartmann, Bernd (1905–1972), deutscher Bildhauer und Kirchenkünstler
- Hartmann, Bernd J. (* 1973), deutscher Rechtswissenschaftler
- Hartmann, Bernhard (1916–1989), deutscher Wirtschaftswissenschaftler und Betriebswirt
- Hartmann, Bernhard (* 1947), deutscher Fußballtorhüter
- Hartmann, Bruno (1898–1963), deutscher Politiker und Lehrer

###### Hartmann, C
- Hartmann, Carl (* 1818), deutscher Maler und Radierer
- Hartmann, Carl (1853–1925), Landtagsabgeordneter Waldeck
- Hartmann, Carl (1856–1937), deutscher Ingenieur
- Hartmann, Carl (1894–1971), deutscher Fußballspieler
- Hartmann, Carl (1895–1969), deutscher Tenor
- Hartmann, Carl Friedrich (1788–1864), Elsässer Dichter
- Hartmann, Carl Friedrich Alexander (1796–1863), deutscher Metallurg, Mineraloge und Schriftsteller
- Hartmann, Carl Wilhelm (1880–1957), norwegischer Staatsanwalt, Richter und Politiker
- Hartmann, Caroline (1807–1834), deutsche Pianistin
- Hartmann, Charline (* 1985), deutsche Fußballspielerin
- Hartmann, Charlotte (* 1910), deutsche Schönheitskönigin, Schauspielerin sowie Fotomodell
- Hartmann, Chris (* 1994), deutscher Rundfunkmoderator
- Hartmann, Christian, deutscher Sportwissenschaftler, Hochschullehrer
- Hartmann, Christian (* 1959), deutscher HistorikerChristian Hartmann (* 1959)

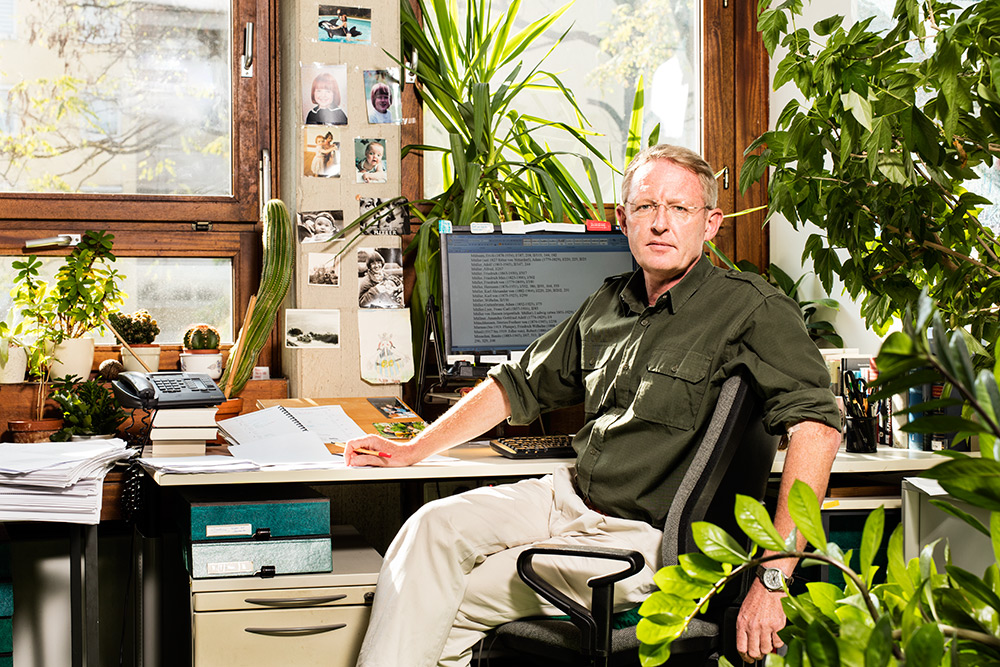
Christian Hartmann (* 1959)

- Hartmann, Christian (* 1974), deutscher Politiker (CDU), MdL
- Hartmann, Christine (* 1968), deutsche Regisseurin
- Hartmann, Christof (* 1967), deutscher Politikwissenschaftler
- Hartmann, Christoph († 1637), Benediktinerpater und Bibliothekar
- Hartmann, Christoph (* 1965), deutscher Oboist
- Hartmann, Christoph (* 1972), deutscher Politiker (FDP, DPS), MdB, MdL
- Hartmann, Conrad (1779–1848), deutscher Gutsbesitzer, Bürgermeister und Politiker

###### Hartmann, D
- Hartmann, Daniel (1854–1952), deutscher Finder des Unterkiefers von Mauer und Ehrenbürger der Gemeinde Mauer
- Hartmann, Daniel (* 1977), deutscher Politiker (parteilos)
- Hartmann, Deborah (* 1984), österreichisch-israelische Politikwissenschaftlerin
- Hartmann, Der arme, Laienprediger und Dichter
- Hartmann, Detlef (* 1941), deutscher Anwalt, Autor und linker Aktivist
- Hartmann, Detlef (* 1965), deutscher Fußballspieler
- Hartmann, Dieter (* 1938), deutscher Mittelstreckenläufer
- Hartmann, Dieter (1939–2022), deutscher Glasmaler und Grafiker
- Hartmann, Dietrich (* 1944), deutscher Bauingenieur und Hochschullehrer
- Hartmann, Dirk (* 1964), deutscher Psychologe und Philosoph
- Hartmann, Dirk (* 1965), deutscher Fußballspieler

###### Hartmann, E
- Hartmann, Eberhard von (1824–1891), preußischer General der Infanterie
- Hartmann, Eduard (1904–1966), österreichischer Politiker, Abgeordneter zum Nationalrat
- Hartmann, Eduard (* 1940), deutscher Politiker (SPD), MdL
- Hartmann, Eduard von (1842–1906), deutscher PhilosophEduard von Hartmann (1842–1906)

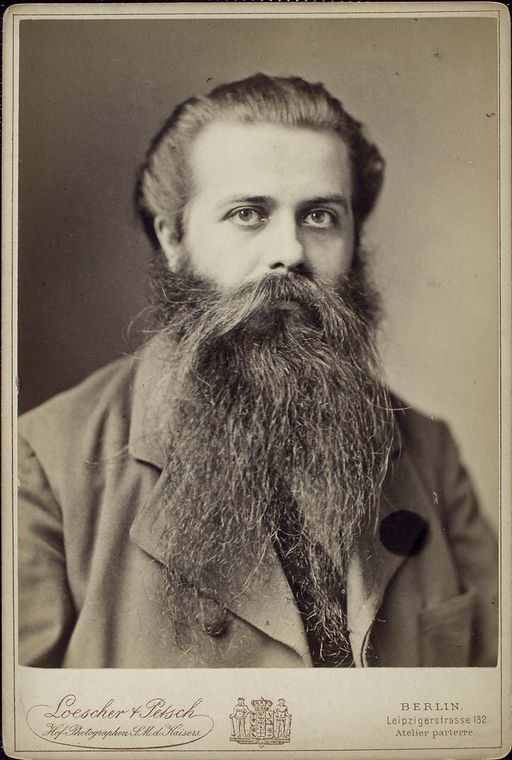
Eduard von Hartmann (1842–1906)

- Hartmann, Edwin (1910–1996), österreichischer Skisportler und Soldat
- Hartmann, Egon (1919–2009), deutscher Architekt und Stadtplaner
- Hartmann, Elena (* 1990), Schweizer Radrennfahrerin
- Hartmann, Elfriede (1921–1943), österreichische Studentin und Widerstandskämpferin gegen den Nationalsozialismus
- Hartmann, Elke (1969–2021), deutsche Althistorikerin
- Hartmann, Emil (1836–1898), dänischer Komponist
- Hartmann, Emil (1843–1914), preußischer Generalmajor, Freimaurer und Militärschriftsteller
- Hartmann, Emil (1868–1942), deutscher Politiker (SPD), Thüringer Minister
- Hartmann, Emil (1878–1967), deutscher Lektor
- Hartmann, Emil (1896–1963), deutscher Politiker (GB/BHE), MdL
- Hartmann, Emil (1927–2007), deutscher Reeder
- Hartmann, Erhard (* 1957), österreichischer Schauspieler
- Hartmann, Erich (1886–1974), deutscher Maler, Grafiker
- Hartmann, Erich (1896–1976), deutscher Politiker (NSDAP), MdR
- Hartmann, Erich (1920–2020), deutscher Komponist und Kontrabassist

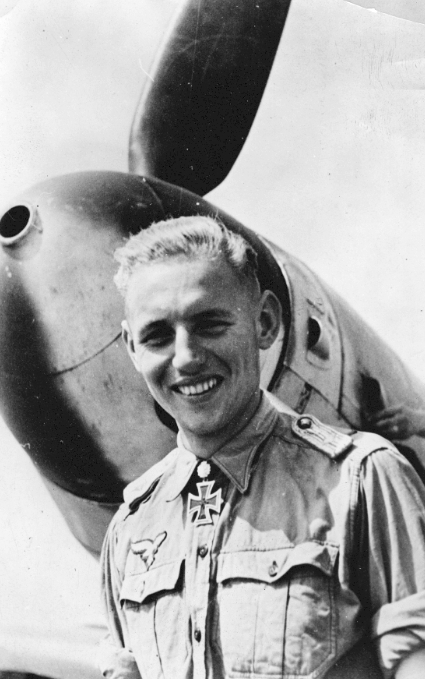
Erich Hartmann (1922–1993)

- Hartmann, Erich (1922–1993), deutscher Luftwaffenoffizier und JagdfliegerErich Hartmann (1922–1993)
- Hartmann, Erich (1922–1999), US-amerikanischer Fotograf
- Hartmann, Ernst (1818–1900), deutscher Historienmaler und Illustrator
- Hartmann, Ernst (1844–1911), Burgschauspieler und Theaterregisseur
- Hartmann, Ernst (1897–1945), deutscher SS- und Polizeiführer
- Hartmann, Ernst (1915–1992), deutscher Alternativmediziner und Publizist
- Hartmann, Ernst von (1817–1883), preußischer General der Infanterie
- Hartmann, Erwin (1924–2012), deutscher Biophysiker
- Hartmann, Eugen (1853–1915), deutscher Elektrotechniker
- Hartmann, Evi (* 1973), deutsche Wirtschaftswissenschaftlerin

###### Hartmann, F
- Hartmann, Fabrice (* 2001), deutscher Fußballspieler
- Hartmann, Felix (* 1976), deutscher Jurist und Hochschullehrer
- Hartmann, Felix von (1851–1919), deutscher Theologe und Erzbischof des Erzbistums Köln (1912–1919)Felix von Hartmann (1851–1919)

Felix von Hartmann (1851–1919)

- Hartmann, Ferdinand (1654–1731), deutscher Zisterzienserabt
- Hartmann, Ferdinand (1774–1842), deutscher Historienmaler
- Hartmann, Ferdinand (1790–1842), deutscher Textilunternehmer
- Hartmann, Ferdinand von (1842–1907), preußischer Generalleutnant
- Hartmann, Florence (* 1963), französische Journalistin und Autorin
- Hartmann, Florian (* 1975), deutscher Historiker
- Hartmann, Florian (* 1986), deutscher Kommunalpolitiker (SPD)
- Hartmann, Frank (* 1958), deutscher Gitarrist, Autor und Musiklehrer
- Hartmann, Frank (1959–2019), österreichischer Medienphilosoph und Hochschullehrer
- Hartmann, Frank (Fußballspieler, August 1960) (* 1960), deutscher Fußballspieler
- Hartmann, Frank (Fußballspieler, September 1960) (* 1960), deutscher Fußballspieler
- Hartmann, Frank (* 1965), deutscher Diplomat
- Hartmann, Franz (* 1832), deutscher Grundbesitzer und Politiker (Zentrum), MdR
- Hartmann, Franz (1838–1912), deutscher Theosoph und Autor von esoterischen Werken
- Hartmann, Franz (1907–1989), deutscher Maler und Hochschullehrer
- Hartmann, Franz (1946–2010), deutscher Pädagoge und Gewerkschafter
- Hartmann, Franz von (1808–1895), österreichischer Jurist, Mitglied des Staatsgerichtshofes
- Hartmann, Franziska (* 1984), deutsche SchauspielerinFranziska Hartmann (* 1984)

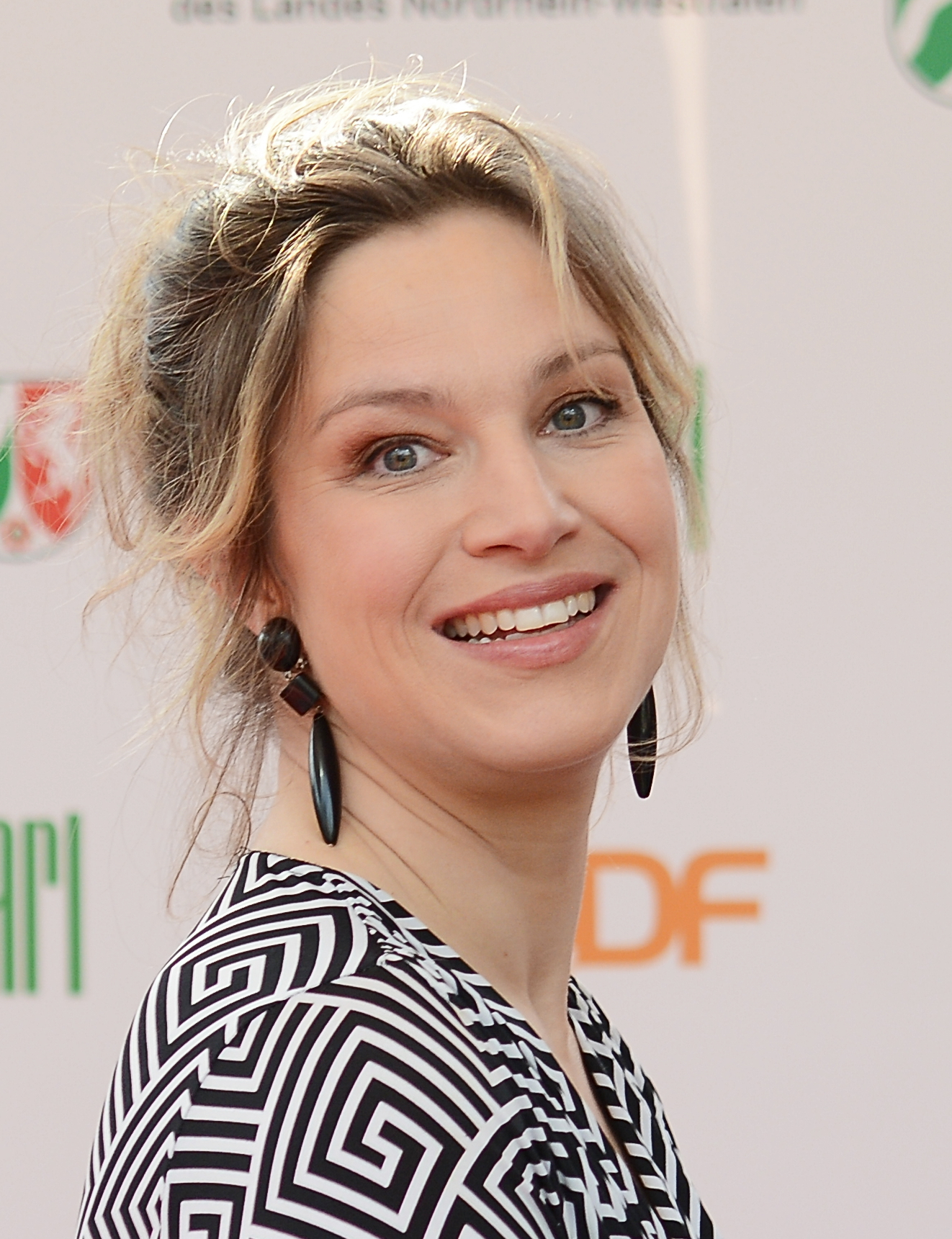
Franziska Hartmann (* 1984)

- Hartmann, Frieda (1893–1986), Schweizer Schriftstellerin
- Hartmann, Friedhelm Hans (1963–2023), deutscher Komponist
- Hartmann, Friedrich (1796–1834), deutscher Hochschullehrer, Mathematiker, Kapitän, Militärwissenschaftler und Geodät
- Hartmann, Friedrich (1821–1899), deutscher Apotheker und Heimatforscher
- Hartmann, Friedrich (1841–1901), deutscher Landwirt und Politiker (VP, DtVP), MdR
- Hartmann, Friedrich (1859–1934), Landtagsabgeordneter Großherzogtum und Volksstaat Hessen
- Hartmann, Friedrich (1876–1945), österreichischer Bauingenieur und Hochschullehrer
- Hartmann, Friedrich (1899–1985), deutscher Politiker (CDU), MdL
- Hartmann, Friedrich (1908–1943), deutscher Jurist und Landrat
- Hartmann, Friedrich (1912–2000), deutscher Maler
- Hartmann, Friedrich Georg (1802–1876), deutscher Verwaltungsjurist, Staatsrat, Königlich Hannoverscher Eisenbahndirektor
- Hartmann, Friedrich Hermann (1822–1902), deutscher Landschaftsmaler und Fotograf
- Hartmann, Friedrich Kaspar (1809–1896), preußischer Generalmajor
- Hartmann, Friedrich von (1767–1851), deutscher Arzt und Paläontologe
- Hartmann, Friedrich Wilhelm (1809–1874), deutscher Bauingenieur
- Hartmann, Friedrich-Karl (1897–1974), deutscher Forstwissenschaftler
- Hartmann, Fritz (1866–1937), deutscher Journalist und Schriftsteller
- Hartmann, Fritz (1871–1937), österreichischer Neurologe, Psychiater und Hochschullehrer
- Hartmann, Fritz (1873–1929), deutschböhmischer Maler
- Hartmann, Fritz (1874–1934), deutscher Bankmanager
- Hartmann, Fritz (1878–1961), deutscher Maler und Radierer
- Hartmann, Fritz (1896–1974), deutscher Politiker (SPD)
- Hartmann, Fritz (1900–1946), österreichischer Chirurg und Hochschullehrer
- Hartmann, Fritz (* 1903), deutscher Maler und Grafiker
- Hartmann, Fritz (1906–1974), deutscher Jurist, Gestapobeamter und Kriegsverbrecher
- Hartmann, Fritz (1911–1989), Schweizer Radrennfahrer
- Hartmann, Fritz (1920–2007), deutscher Rheumatologe

###### Hartmann, G
- Hartmann, Gabi (* 1991), französische JazzsängerinGabi Hartmann (* 1991)

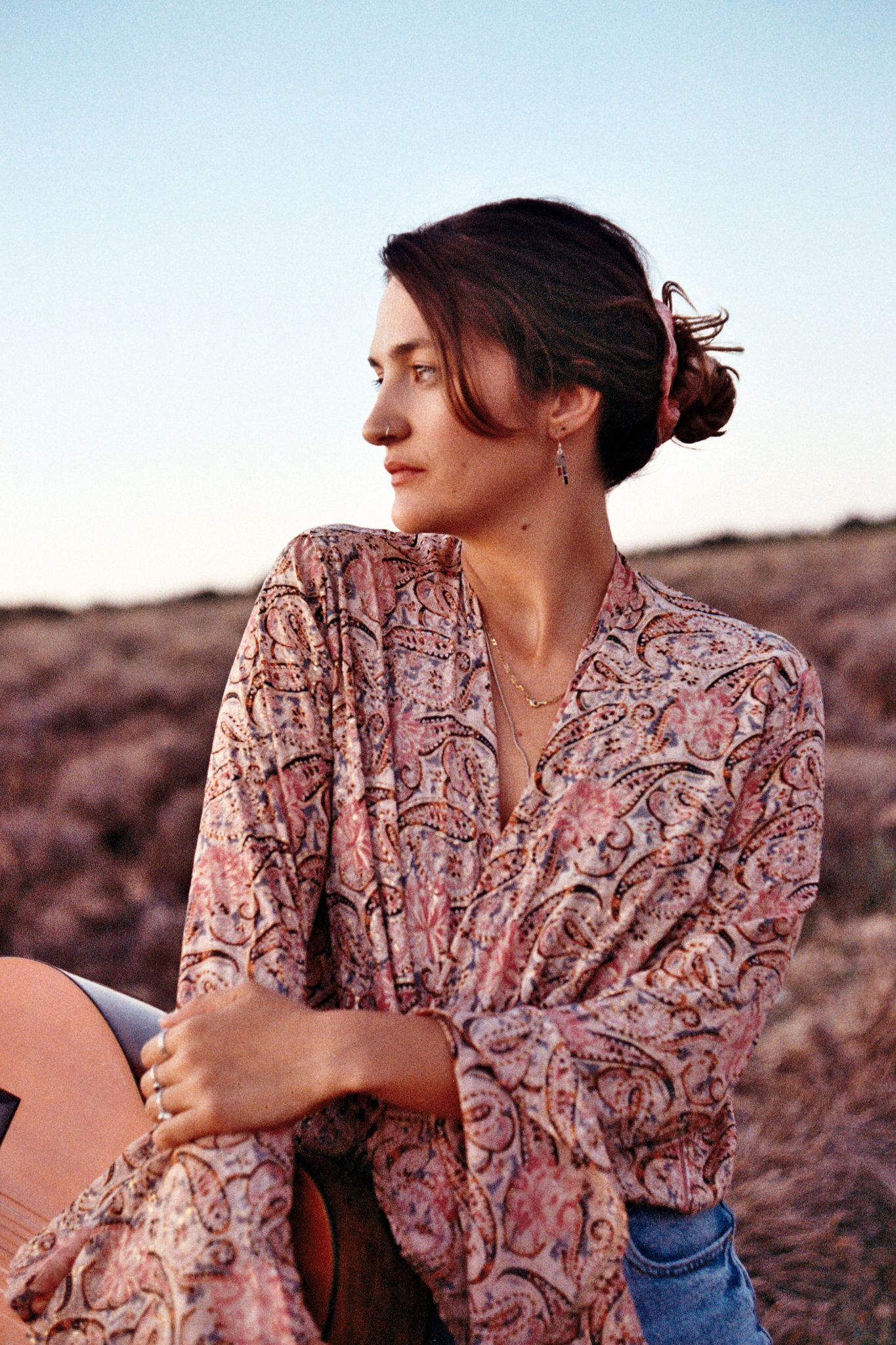
Gabi Hartmann (* 1991)

- Hartmann, Georg (1489–1564), deutscher Mathematiker und Instrumentenhersteller
- Hartmann, Georg (1862–1936), deutscher Opernsänger, -regisseur und Intendant
- Hartmann, Georg (1865–1946), deutscher Afrikaforscher
- Hartmann, Georg (1870–1954), deutscher Unternehmer und Ehrenbürger von Frankfurt am Main
- Hartmann, Georg (1875–1955), deutscher Politiker (DNVP), MdR
- Hartmann, Georg (1887–1954), deutscher Komponist und Heimatschriftsteller
- Hartmann, Georg (1891–1972), deutscher Opernregisseur und Intendant
- Hartmann, Georg (* 1909), deutscher Ministerialbeamter
- Hartmann, Georg (1926–2012), deutscher Schauspieler und Regisseur
- Hartmann, Gerd (* 1957), deutscher Theaterregisseur und Autor
- Hartmann, Gerhard (1806–1880), deutscher Mathematiker, Gymnasiallehrer und Hochschullehrer
- Hartmann, Gerhard (* 1945), österreichischer römisch-katholischer Kirchenhistoriker
- Hartmann, Gerhard (* 1950), deutscher Politiker (SPD), MdL
- Hartmann, Gerhard (* 1955), österreichischer Langstreckenläufer
- Hartmann, Gert (1935–2016), deutscher evangelischer Theologe und Autor
- Hartmann, Gert (* 1957), deutscher Politiker (SPD), MdVK
- Hartmann, Gottfried Ludwig Matthias von (1738–1807), preußischer Generalmajor, Chef des 5. Artillerie-Regiments
- Hartmann, Gottlob David (1752–1775), deutscher Schriftsteller
- Hartmann, Guido (1876–1946), deutscher Schriftsteller und Historiker
- Hartmann, Günter (* 1930), deutscher NDPD-Funktionär, MdV
- Hartmann, Günther (1924–2012), deutscher Ethnologe
- Hartmann, Gunther (* 1966), deutscher Pharmakologe
- Hartmann, Gustav (1835–1894), deutscher Rechtswissenschaftler
- Hartmann, Gustav (1835–1888), deutscher Manager in der Versicherungswirtschaft
- Hartmann, Gustav (1842–1910), deutscher Kaufmann, Unternehmer und Industrie-Manager
- Hartmann, Gustav (1859–1938), deutscher DroschkenkutscherGustav Hartmann (1859–1938)

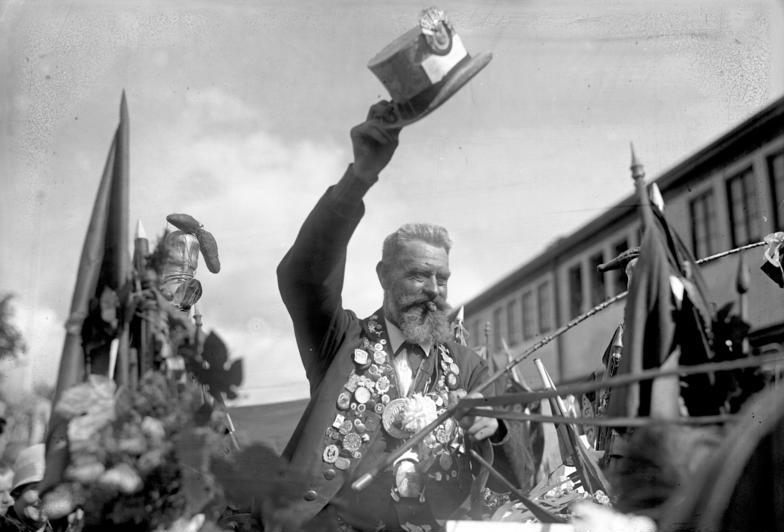
Gustav Hartmann (1859–1938)

- Hartmann, Gustav (1861–1940), deutscher Politiker der DDP
- Hartmann, Gustav (1875–1940), deutscher Politiker
- Hartmann, Gustav Christian (1738–1798), deutscher Jurist, Königlich Großbritannischer und Kurfürstlich Braunschweig-Lüneburgischer Kanzlei- und Hofrat

###### Hartmann, H
- Hartmann, H. Klaus (* 1955), deutscher Bildhauer
- Hartmann, Hannah (* 2005), deutsche Volleyballspielerin
- Hartmann, Hanns (1901–1972), deutscher Intendant (WDR) und Verleger
- Hartmann, Hanns-Peter (* 1943), deutscher Politiker (PDS), MdA, MdB
- Hartmann, Hans, deutscher Radsportler
- Hartmann, Hans († 1951), deutscher Jurist, Offizier und Gerechter unter den Völkern
- Hartmann, Hans (1845–1898), deutscher Fotograf und Maler
- Hartmann, Hans (1863–1942), deutscher Politiker (DDP), MdL
- Hartmann, Hans (1888–1976), deutscher Theologe und Schriftsteller
- Hartmann, Hans (1897–1976), deutscher Marineoffizier, zuletzt Konteradmiral
- Hartmann, Hans (1900–1991), deutscher Lehrer und Heimatforscher
- Hartmann, Hans (1905–2002), Schweizer Judoka
- Hartmann, Hans (1909–2000), deutscher Keltologe
- Hartmann, Hans (1913–1991), Schweizer Grafiker
- Hartmann, Hans (1942–2022), Schweizer Bassist
- Hartmann, Hans-Heinz (1931–2020), deutscher Zahnarzt, Lokalhistoriker und Autor
- Hartmann, Hans-Hugo (1916–1991), deutscher Automobilrennfahrer
- Hartmann, Hauke, deutscher Sänger, Musiker, Songwriter, Arrangeur und Musikproduzent
- Hartmann, Heidi (* 1945), US-amerikanische Wirtschaftswissenschaftlerin
- Hartmann, Heidi (* 1971), deutsche Boxerin
- Hartmann, Heidrun (1942–2016), deutsche Botanikerin
- Hartmann, Heike (* 1982), deutsche Eisschnellläuferin
- Hartmann, Heiko Michael (* 1957), deutscher Jurist und Schriftsteller
- Hartmann, Heini (* 1892), deutscher Radrennfahrer und nationaler Meister im Radsport
- Hartmann, Heinrich (1830–1917), deutscher Politiker
- Hartmann, Heinrich (1835–1909), deutscher Politiker
- Hartmann, Heinrich (1862–1938), Unternehmer und Abgeordneter
- Hartmann, Heinrich (1875–1931), deutscher Landwirt und Politiker
- Hartmann, Heinrich (1886–1959), deutscher Krankenpfleger und Politiker (SPD)
- Hartmann, Heinrich (1914–2007), deutscher Künstler
- Hartmann, Heinrich (* 1977), deutscher Historiker
- Hartmann, Heinz, deutscher Fußballspieler
- Hartmann, Heinz (1894–1970), österreichisch-US-amerikanischer Psychiater und Psychoanalytiker
- Hartmann, Heinz (* 1908), deutscher Fußballtrainer
- Hartmann, Heinz (* 1920), deutscher Fußballspieler
- Hartmann, Heinz (1930–2023), deutscher Soziologe und Hochschullehrer
- Hartmann, Helene (1843–1898), österreichische Schauspielerin deutscher Herkunft
- Hartmann, Helmut (* 1929), deutscher Unternehmer, Mitglied des bayerischen Senats
- Hartmann, Helmut (* 1961), deutscher Fußballspieler
- Hartmann, Henning (* 1979), deutscher Schauspieler und Hörspielsprecher
- Hartmann, Henri Albert (1860–1952), französischer Chirurg
- Hartmann, Hermann (1863–1923), deutscher Arzt
- Hartmann, Hermann (1890–1953), deutscher Unternehmer
- Hartmann, Hermann (1914–1984), deutscher ChemikerHermann Hartmann (1914–1984)

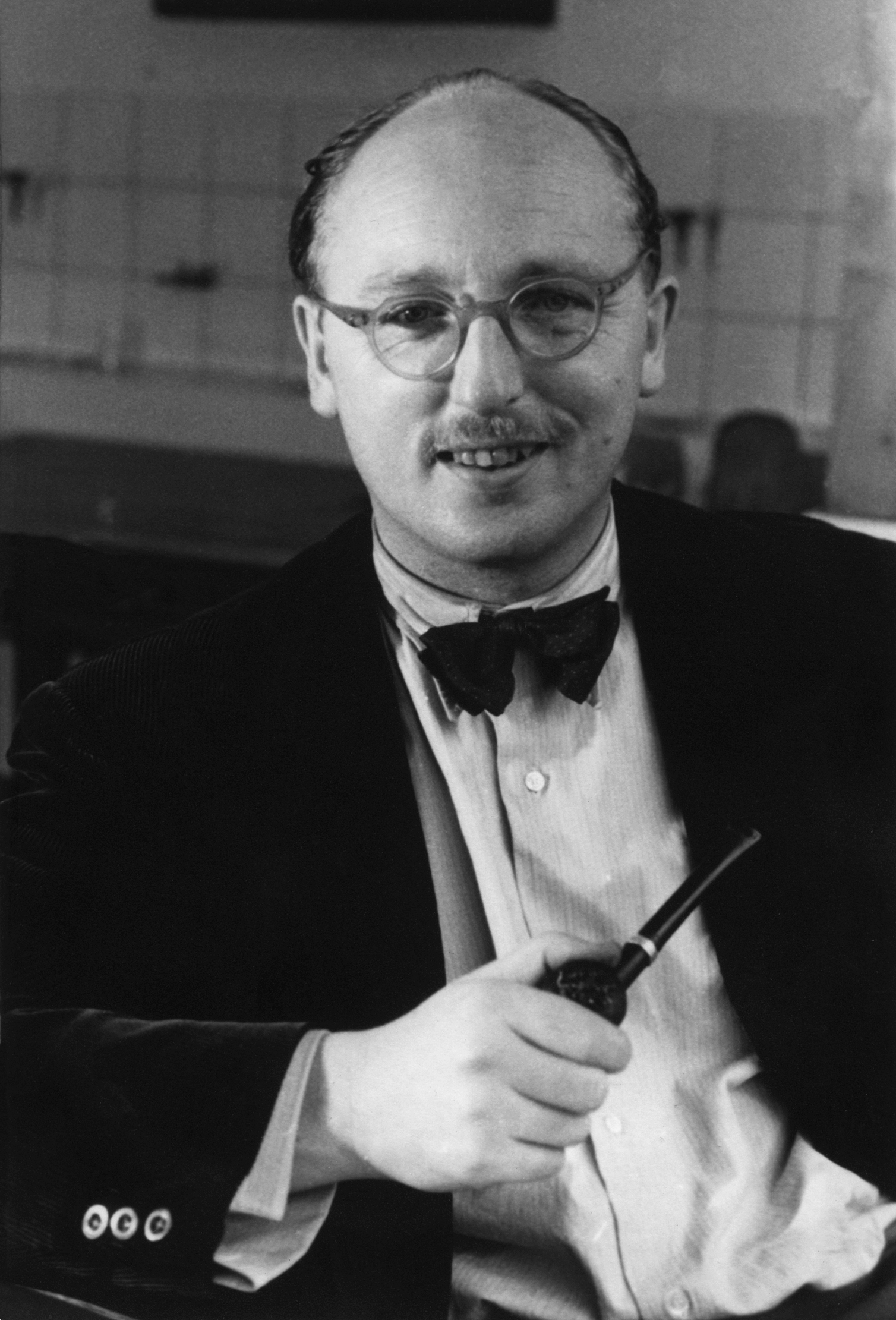
Hermann Hartmann (1914–1984)

- Hartmann, Hermann Eduard (1817–1881), deutschbaltischer Maler und Graphiker
- Hartmann, Hermann Gottlieb Friedrich (1826–1901), deutscher Arzt, Lehrer und Schriftsteller
- Hartmann, Hubert (1915–2006), deutscher Bildhauer und Kirchenkünstler
- Hartmann, Hubertus (* 1959), deutscher Schauspieler in Film und Theater
- Hartmann, Hugo (1862–1907), deutscher Komponist des Westpreußenliedes
- Hartmann, Hugo Friedrich (1870–1960), deutscher Maler und Grafiker

###### Hartmann, I
- Hartmann, Ilona (* 1990), deutsche Autorin und Texterin
- Hartmann, Immanuel Israel (1772–1849), deutscher Verwaltungsjurist im Dienst des Herzogtums bzw. Königreichs Württemberg
- Hartmann, Ingrid (1930–2006), deutsche Kanutin
- Hartmann, Ivonne (* 1981), deutsche Fußballspielerin

###### Hartmann, J
- Hartmann, Jakob (1876–1956), Kaminfeger und Schweizer Volksdichter
- Hartmann, Jakob von (1795–1873), bayerischer General der Infanterie
- Hartmann, Jan (* 1980), deutscher Schauspieler
- Hartmann, Jana (* 1981), deutsche LeichtathletinJana Hartmann (* 1981)

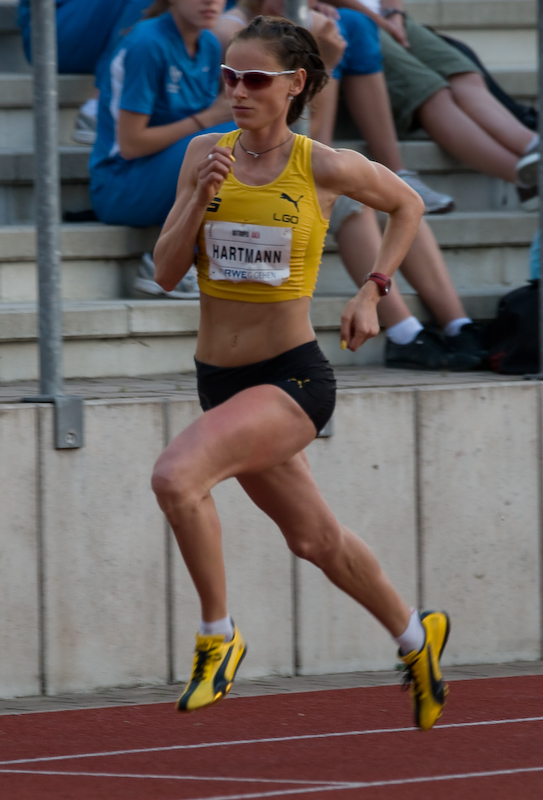
Jana Hartmann (* 1981)

- Hartmann, Jason (* 1981), US-amerikanischer Marathonläufer
- Hartmann, Jens-Uwe (* 1953), deutscher Indologe
- Hartmann, Joachim (1715–1795), deutscher lutherischer Theologe und Professor der Theologie, Physik und Metaphysik
- Hartmann, Johann, deutscher Schöffe und Bürgermeister der Freien Reichsstadt Aachen
- Hartmann, Johann (1537–1607), deutscher Buchdrucker und Verleger in Frankfurt (Oder)
- Hartmann, Johann († 1622), kurmainzischer Amtskeller in Miltenberg
- Hartmann, Johann (1871–1948), österreichischer Politiker (SDAP), Landtagsabgeordneter
- Hartmann, Johann Adam (1748–1836), US-amerikanischer Fallensteller
- Hartmann, Johann Adolph (1680–1744), deutscher Historiker und Hochschullehrer
- Hartmann, Johann Christoph, deutscher Jurist in Frankfurt (Oder) und Landsyndikus der Uckermark
- Hartmann, Johann Daniel Wilhelm (1793–1862), Schweizer Maler, Kupferstecher und Malakologe
- Hartmann, Johann David (1761–1801), deutscher Pädagoge, Philologe und Lyriker
- Hartmann, Johann Ernst (1726–1793), deutsch-dänischer Musiker und Komponist
- Hartmann, Johann Friedrich (1735–1800), deutscher Naturforscher
- Hartmann, Johann Georg (1731–1811), württembergischer Kameralist
- Hartmann, Johann Heinrich (1828–1908), schweizerischer Tischler
- Hartmann, Johann Heinrich Wilhelm (1806–1881), Bürgermeister und Abgeordneter
- Hartmann, Johann Ludwig (1640–1680), deutscher evangelischer Theologe und Volksschriftsteller
- Hartmann, Johann Michael, deutscher Bildhauer des Spätbarock in Südwestdeutschland
- Hartmann, Johann Peter Emilius (1805–1900), dänischer Komponist
- Hartmann, Johann Zacharias (1695–1742), deutscher Jurist und Hochschullehrer, Königlich Großbritannischer und Kurfürstlich Braunschweig-Lüneburgischer Kanzlei- und Hofrat
- Hartmann, Johannes († 1624), Generalvikar im Bistum Münster
- Hartmann, Johannes (1568–1631), deutscher Mathematiker, Logiker, Chemiker und Arzt
- Hartmann, Johannes (1869–1952), deutscher Bildhauer
- Hartmann, Johannes Franz (1865–1936), deutscher Astronom
- Hartmann, Jonas (* 1975), deutscher Schauspieler, Sprecher und Autor
- Hartmann, Jörg (1955–1966), deutsches Maueropfer
- Hartmann, Jörg (* 1969), deutscher Schauspieler, Hörspielsprecher und DrehbuchautorJörg Hartmann (* 1969)

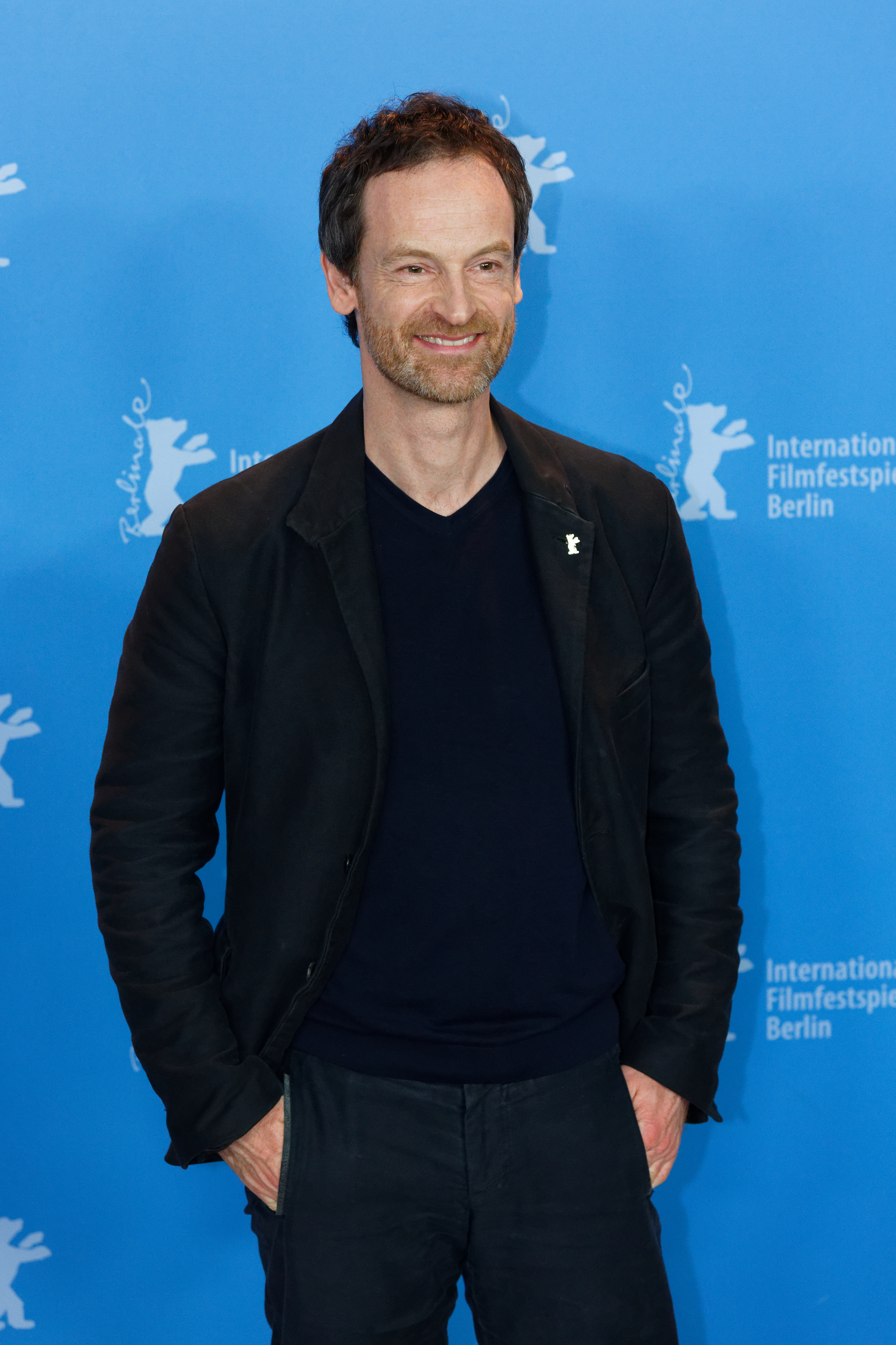
Jörg Hartmann (* 1969)

- Hartmann, Jörg (* 1972), deutscher Illustrator und Comiczeichner
- Hartmann, Jörn (* 1964), deutscher Grafiker, Fotograf, Filmeditor und Filmemacher
- Hartmann, Josef (1662–1732), österreichischer Politiker, Richter und Wiener Bürgermeister
- Hartmann, Josef (1880–1954), österreichischer Politiker (SdP), Abgeordneter zum Nationalrat
- Hartmann, Josef (* 1934), deutscher Archivar und Historiker
- Hartmann, Josef (1942–2009), Schweizer Politiker (CVP), Stadtammann und Kantonsrat
- Hartmann, Joseph († 1789), deutscher Maler und Freskant
- Hartmann, Joseph Adam (1812–1885), deutscher Maler
- Hartmann, Joseph von (1780–1859), preußischer Verwaltungsjurist und Landrat des Kreises Büren (1817–1843)
- Hartmann, Joshua (* 1999), deutscher Leichtathlet
- Hartmann, Josias (1893–1982), Schweizer Sportschütze
- Hartmann, Julia (* 1985), deutsche SchauspielerinJulia Hartmann (* 1985)

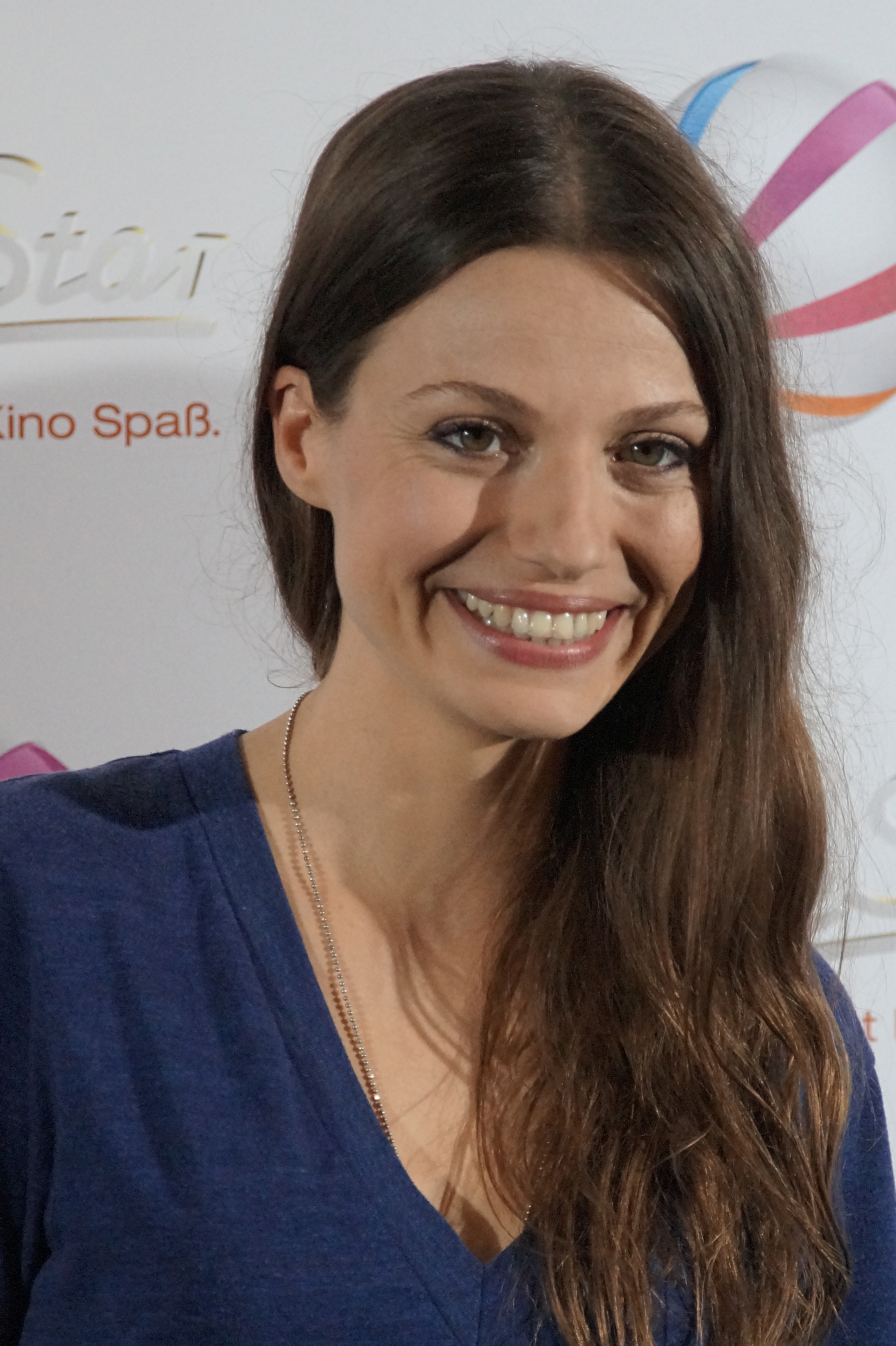
Julia Hartmann (* 1985)

- Hartmann, Julian von (1842–1916), deutscher Verwaltungsjurist und Regierungspräsident der Regierungsbezirke Aurich und Aachen
- Hartmann, Julius (1806–1879), deutscher evangelischer Theologe und Kirchenhistoriker
- Hartmann, Julius (1821–1892), preußischer Generalleutnant und Militärschriftsteller
- Hartmann, Julius von (1774–1856), preußischer General der Artillerie
- Hartmann, Julius von (1817–1878), preußischer General der Kavallerie
- Hartmann, Julius von (1836–1916), deutscher Historiker
- Hartmann, Jürgen (* 1938), deutscher Verwaltungsjurist, Politiker (CDU) und Staatssekretär
- Hartmann, Jürgen (* 1943), deutscher Fußballspieler
- Hartmann, Jürgen (* 1946), deutscher Politikwissenschaftler
- Hartmann, Jürgen (* 1962), deutscher Fußballspieler und -trainer
- Hartmann, Jürgen (* 1965), deutscher Schauspieler
- Hartmann, Jutta (* 1963), deutsche Erziehungswissenschaftlerin und Professorin für Allgemeine Pädagogik und Soziale Arbeit an der Alice Salomon Hochschule Berlin

###### Hartmann, K
- Hartmann, Karel (1885–1944), tschechoslowakischer Eishockeyspieler
- Hartmann, Karin (* 1959), deutsche Politikerin (SPD), MdL
- Hartmann, Karl (1857–1910), deutscher Lehrer, Heimat- und Mundartdichter
- Hartmann, Karl (1861–1927), deutscher Maler und Baumeister
- Hartmann, Karl (1869–1971), deutscher Lehrer und Historiker
- Hartmann, Karl (1893–1973), deutscher Politiker (KPD), MdL
- Hartmann, Karl (1929–2016), deutscher Ökonom, Hochschullehrer an der Parteihochschule Karl Marx
- Hartmann, Karl Amadeus (1905–1963), deutscher Komponist
- Hartmann, Karl Julius (1893–1965), deutscher Mediziner und Direktor der Niedersächsischen Staats- und Universitätsbibliothek Göttingen
- Hartmann, Karl-Martin (* 1948), deutscher Künstler
- Hartmann, Karlheinz (1950–2023), deutscher MundartschauspielerKarlheinz Hartmann (1950–2023)

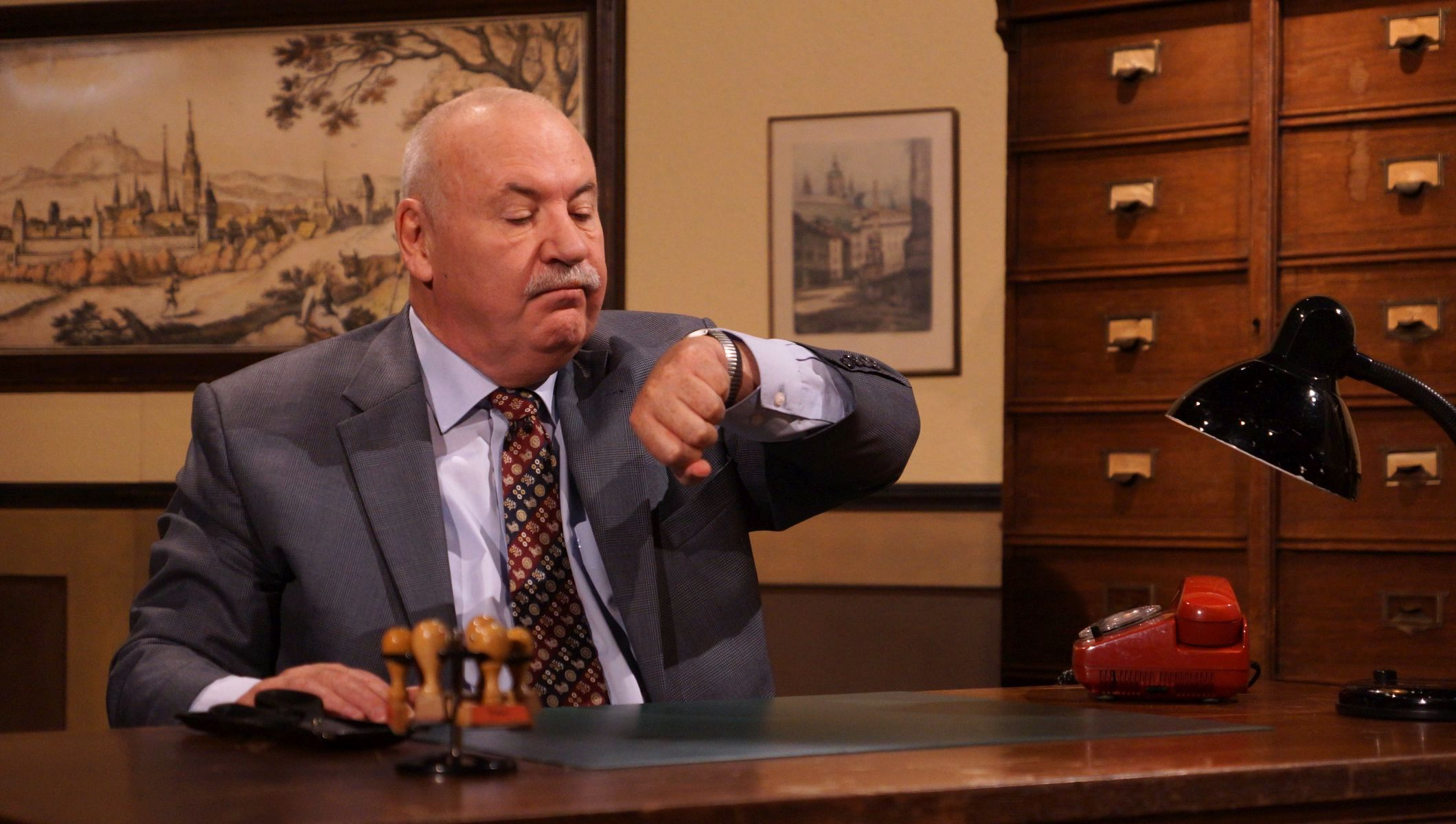
Karlheinz Hartmann (1950–2023)

- Hartmann, Kathrin (* 1972), deutsche Journalistin und Autorin
- Hartmann, Kerstin (* 1960), deutsche Übersetzerin
- Hartmann, Kerstin (* 1988), deutsche Riemenruderin
- Hartmann, Klaus (1925–1991), deutscher Philosoph
- Hartmann, Klaus (1929–2019), deutscher Fußballfunktionär, sechster Präsident des 1. FC Köln
- Hartmann, Klaus (1935–1995), deutscher Jurist und Politiker (CSU), MdB
- Hartmann, Klaus (* 1939), deutscher Ingenieur, Hochschullehrer und Unternehmer
- Hartmann, Klaus (1940–2017), deutscher Diplomat, Botschafter der DDR
- Hartmann, Klaus (* 1942), deutscher Brigadegeneral des Heeres der Bundeswehr
- Hartmann, Klaus (* 1950), deutscher Fußballspieler
- Hartmann, Klaus (* 1954), deutscher Philosoph und Anthroposoph
- Hartmann, Klaus (* 1960), österreichischer Sportfunktionär
- Hartmann, Klaus (* 1969), deutscher Maler
- Hartmann, Konrad II. († 1551), deutscher Zisterzienserabt
- Hartmann, Kristina (* 1988), deutsche Radiomoderatorin und Wetterredakteurin

###### Hartmann, L
- Hartmann, Larissa (* 1997), deutsche Theaterschauspielerin und Kinderdarstellerin
- Hartmann, Lars (* 1974), deutscher Musiker, Sänger und Bassist von Extrabreit, Lehrer
- Hartmann, László (1901–1938), ungarischer Rennfahrer
- Hartmann, Lennart (* 1991), deutscher Fußball- und FutsalspielerLennart Hartmann (* 1991)

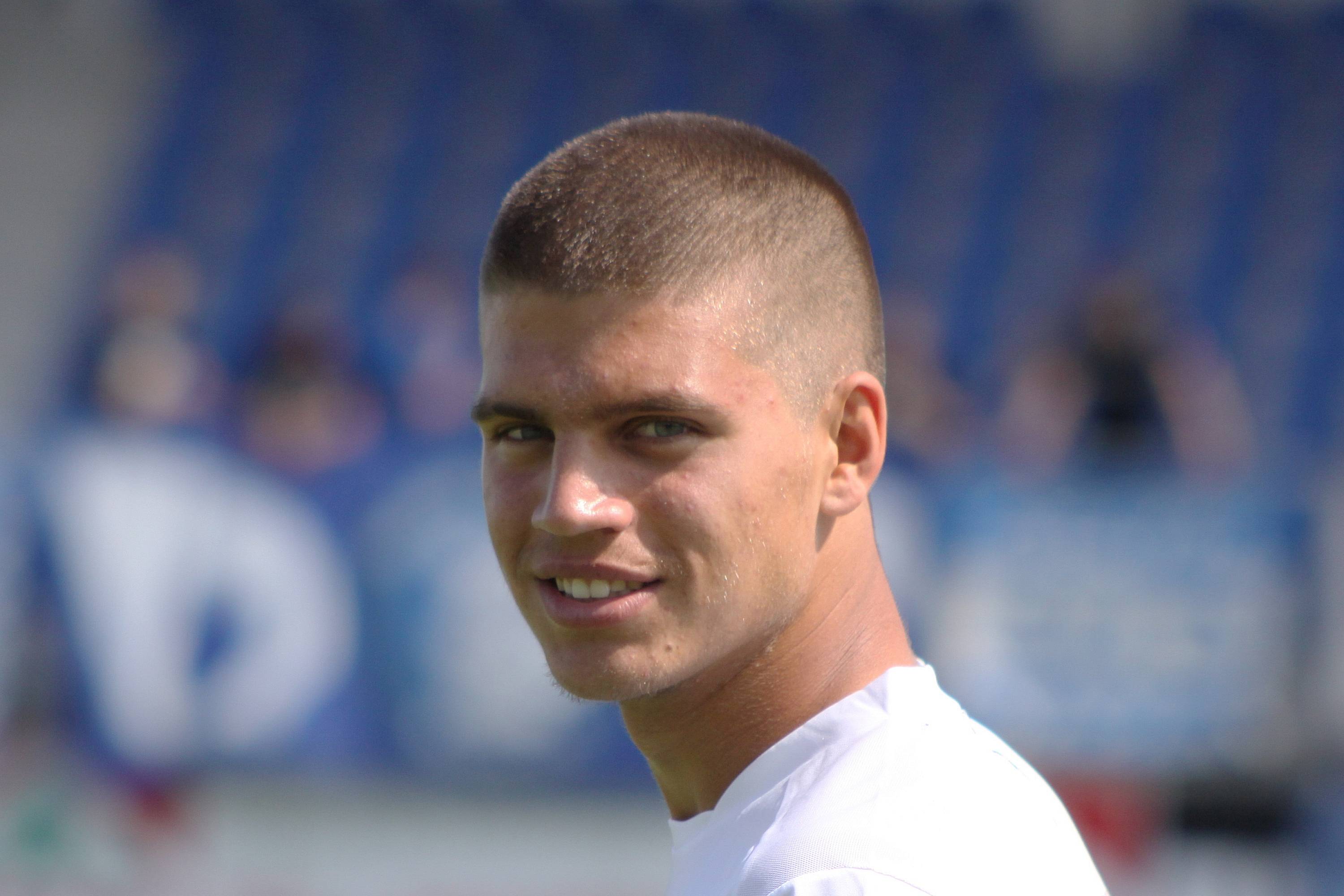
Lennart Hartmann (* 1991)

- Hartmann, Leopold (1838–1919), deutscher Richter und Politiker
- Hartmann, Leopold (1839–1897), dänischer Porträtmaler und Fotograf
- Hartmann, Leopold (1899–1997), deutscher Pädagoge und Philosoph
- Hartmann, Leopold Ferdinand Theodor Eduard (1820–1896), preußischer Generalmajor
- Hartmann, Leopold von (1734–1791), deutscher Beamter und Landwirt
- Hartmann, Liesel (1895–1989), deutsche Fechterin
- Hartmann, Lilo (1910–1986), deutsche Schauspielerin
- Hartmann, Lis (1930–2022), dänische Schauspielerin
- Hartmann, Lothar (1908–1973), deutscher Rundfunk-Journalist
- Hartmann, Louis (1844–1918), Landtagsabgeordneter Waldeck
- Hartmann, Luc (* 2000), deutscher Volleyballspieler
- Hartmann, Ludo Moritz (1865–1924), österreichischer Historiker, Diplomat und sozialdemokratischer Politiker
- Hartmann, Ludwig (1811–1882), deutscher Jurist, Präsident des Oberlandesgerichts Hamm
- Hartmann, Ludwig (1835–1902), deutscher Pferdemaler
- Hartmann, Ludwig (1836–1896), deutscher Unternehmer, Gutsbesitzer und Politiker (MdR)
- Hartmann, Ludwig (1836–1910), deutscher Komponist und Musikkritiker
- Hartmann, Ludwig (1881–1967), Pfälzer Mundartdichter
- Hartmann, Ludwig (* 1978), deutscher Politiker (Bündnis 90/Die Grünen), MdL
- Hartmann, Ludwig Karl (1787–1871), preußischer Jurist
- Hartmann, Ludwig von (1766–1852), deutscher IndustriellerLudwig von Hartmann (1766–1852)

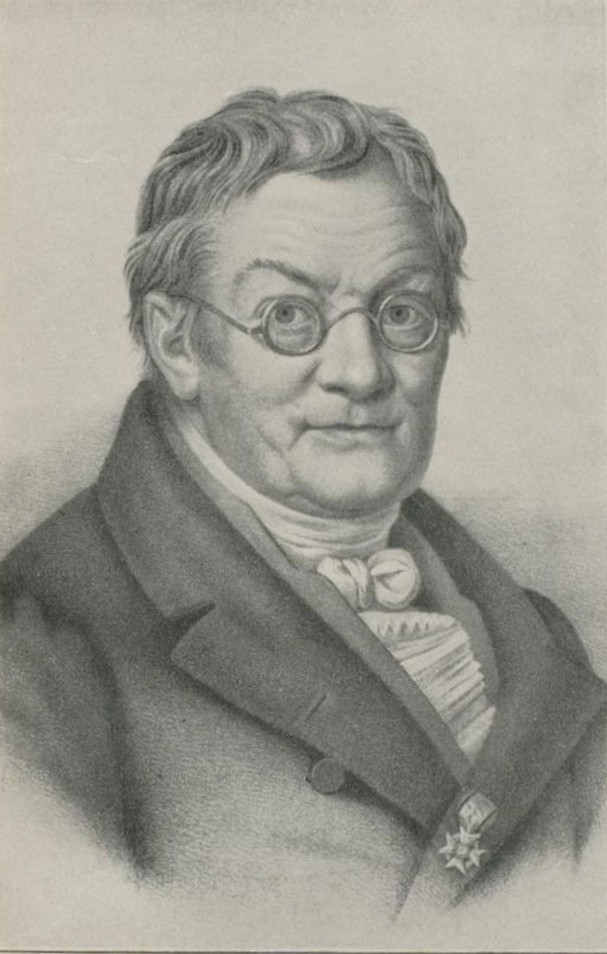
Ludwig von Hartmann (1766–1852)

- Hartmann, Lukas (* 1944), Schweizer Schriftsteller

###### Hartmann, M
- Hartmann, Manfred (* 1933), deutscher Bankdirektor und Senator (Bayern)
- Hartmann, Manfred (* 1950), deutscher Flottillenadmiral der Deutschen Marine
- Hartmann, Manu (* 1973), Schweizer Bluesmusikerin
- Hartmann, Manuel (* 1984), deutscher Fußballspieler
- Hartmann, Marco (* 1988), deutscher Fußballspieler
- Hartmann, Maren (* 1967), deutsche Mediensoziologin und Hochschullehrerin
- Hartmann, Maria (1798–1853), Missionarin der Herrnhuter Brüdergemeine
- Hartmann, Maria (* 1955), deutsche Politikerin (FAMILIE)
- Hartmann, Maria (* 1958), deutsche Schauspielerin und Hörspielsprecherin
- Hartmann, Marion (* 1947), deutsche Synchronsprecherin
- Hartmann, Mark (* 1992), philippinischer Fußballspieler
- Hartmann, Markus (* 1977), österreichischer Politiker (ÖVP), Abgeordneter zum Vorarlberger Landtag
- Hartmann, Martin (1851–1918), deutscher Arabist und Islamwissenschaftler
- Hartmann, Martin (1870–1931), deutscher Jurist
- Hartmann, Martin (* 1968), deutscher Philosoph und Hochschullehrer
- Hartmann, Martina (* 1960), deutsche Mittelalterhistorikerin
- Hartmann, Mathias (* 1966), deutscher Pfarrer, Rektor und Vorstandsvorsitzender der Diakonie Neuendettelsau
- Hartmann, Matthias (* 1963), deutscher Theaterregisseur und BurgtheaterdirektorMatthias Hartmann (* 1963)

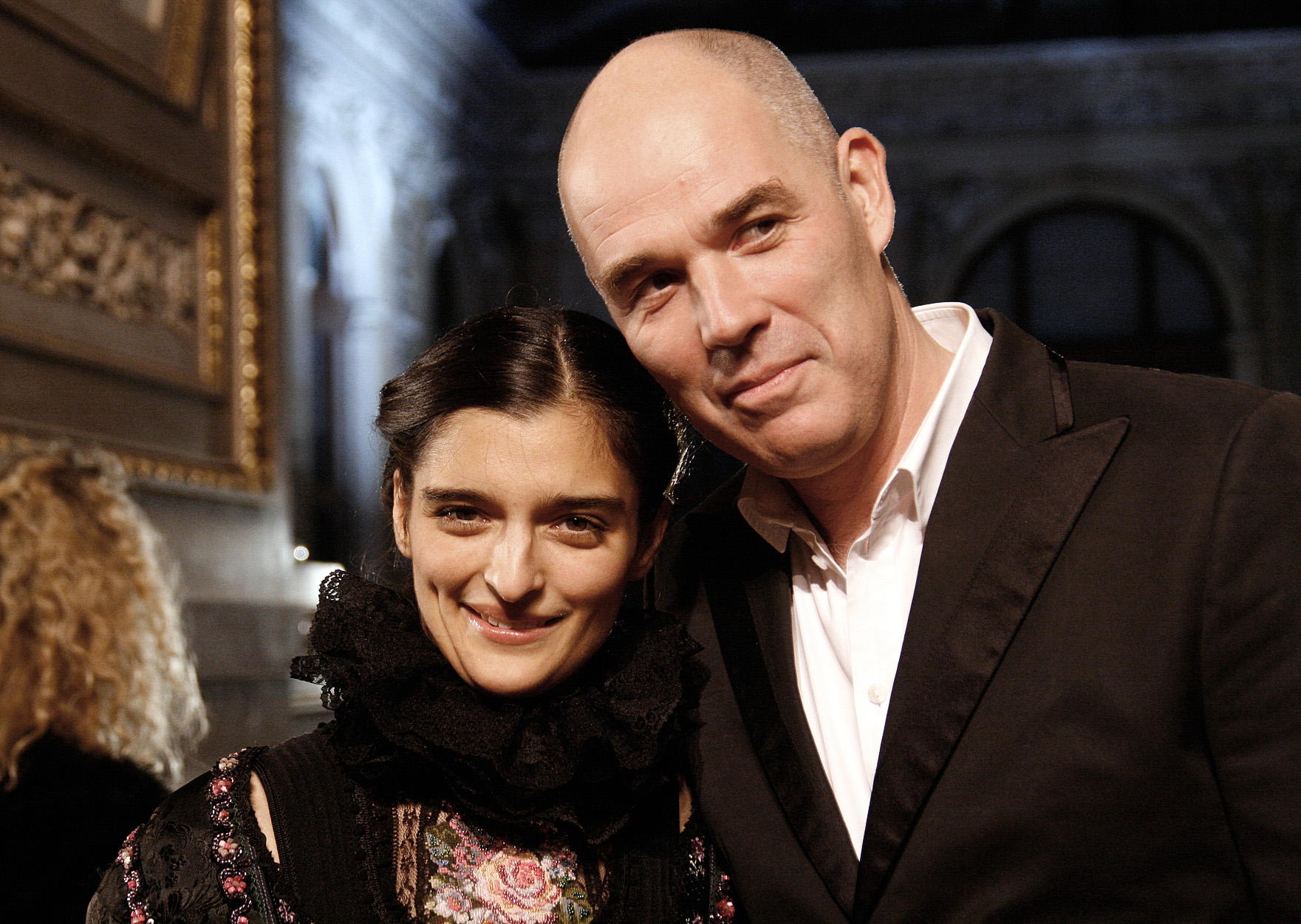
Matthias Hartmann (* 1963)

- Hartmann, Matthias (1965–2020), deutscher Wirtschaftswissenschaftler und Hochschullehrer
- Hartmann, Max (1841–1926), deutscher Richter
- Hartmann, Max (1874–1910), Landtagsabgeordneter Waldeck
- Hartmann, Max (1876–1962), deutscher Biologe und Philosoph
- Hartmann, Max (1884–1952), Schweizer Chemiker
- Hartmann, Melchior (1764–1827), deutscher Orientalist, reformierter Theologe und Hochschullehrer
- Hartmann, Melchior Philipp (1685–1765), deutscher Mediziner
- Hartmann, Metellus (1894–1944), deutscher römisch-katholischer Ordensbruder, Steyler Missionar und Märtyrer
- Hartmann, Michael (1948–2019), deutscher Journalist, Chefredakteur der Westdeutschen Zeitung
- Hartmann, Michael (* 1952), deutscher SoziologeMichael Hartmann (* 1952)

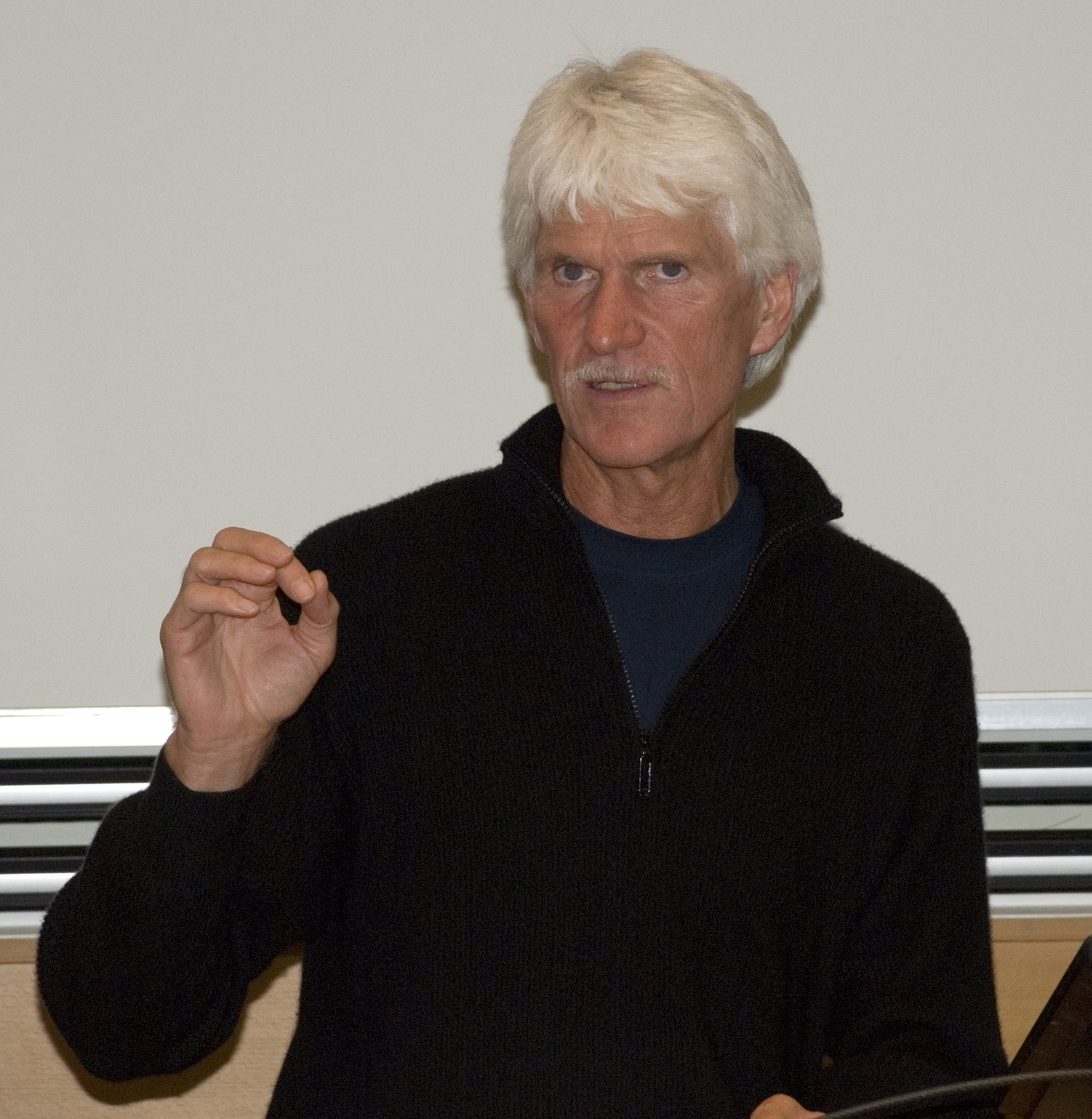
Michael Hartmann (* 1952)

- Hartmann, Michael (* 1963), deutscher Politiker (SPD), MdB
- Hartmann, Michael (* 1971), deutscher Fußballspieler und Fußballtrainer
- Hartmann, Michael (* 1974), deutscher Fußballspieler und -trainer
- Hartmann, Mike (* 1966), deutscher Denkmalpfleger, Autor und Verwaltungsangestellter
- Hartmann, Mike (* 1983), deutscher Endurosportler; Europameister
- Hartmann, Moritz (1656–1695), deutscher Schiffsoffizier in wechselnden Diensten
- Hartmann, Moritz (1821–1872), österreichischer Journalist, Schriftsteller und Politiker
- Hartmann, Moritz (* 1986), deutscher Fußballspieler

###### Hartmann, N
- Hartmann, Nicolai (1882–1950), deutscher Vertreter der idealistischen Philosophie
- Hartmann, Nicolaus (1838–1903), Schweizer Architekt
- Hartmann, Nicolaus (1880–1956), Schweizer Architekt
- Hartmann, Nicole, deutsche Fußballspielerin
- Hartmann, Nik (* 1972), Schweizer Fernseh- und Hörfunkmoderator
- Hartmann, Niklas (* 1989), deutscher Fußballspieler
- Hartmann, Nikola (* 1975), österreichische Ringerin
- Hartmann, Nikolai (* 1972), deutscher Filmeditor
- Hartmann, Nina (* 1981), österreichische Schauspielerin und KabarettistinNina Hartmann (* 1981)

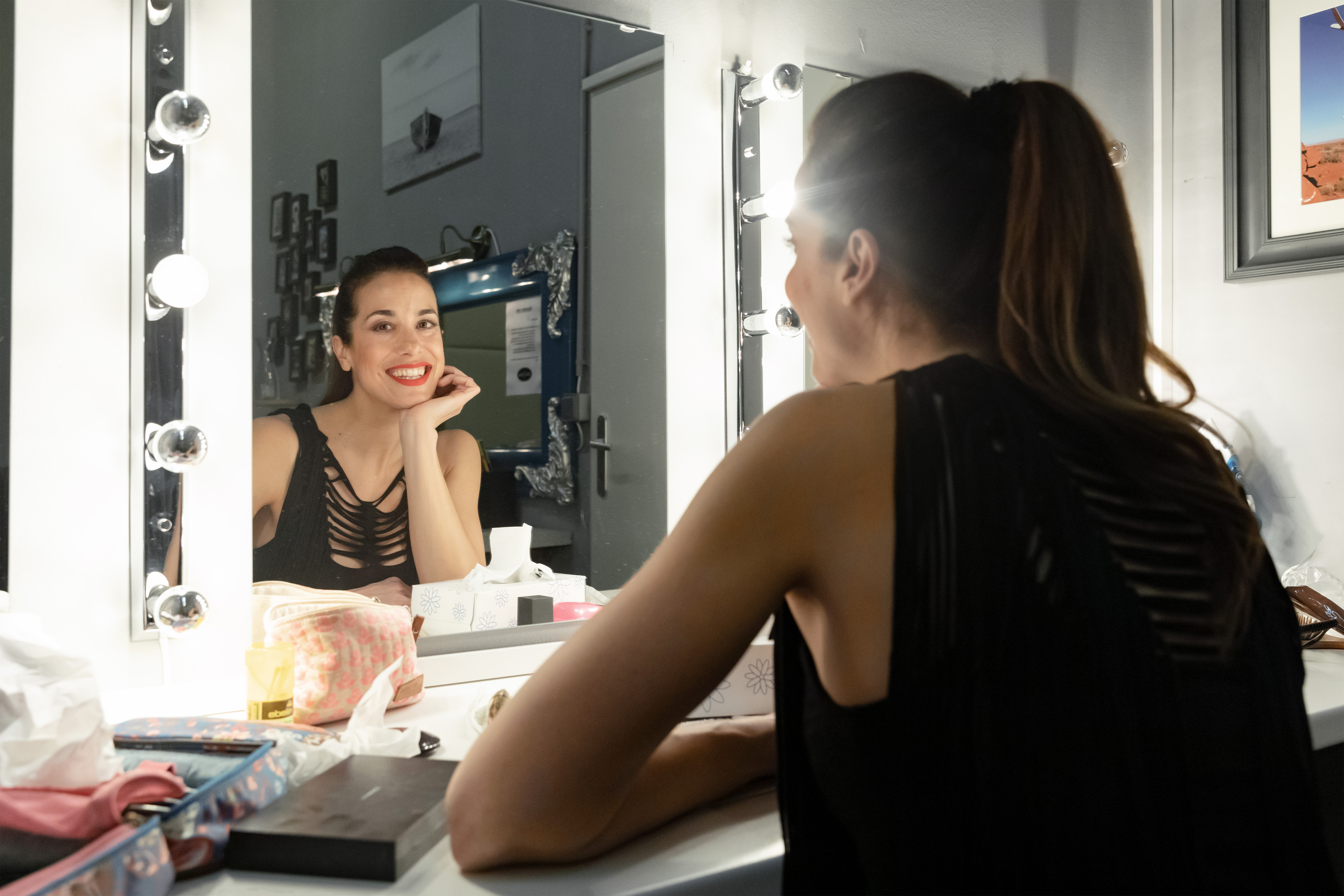
Nina Hartmann (* 1981)

- Hartmann, Norbert (1946–2007), deutscher Maler und Zeichner der modernen abstrakten zeitgenössischen Kunst
- Hartmann, Norbert (* 1956), deutscher Fußballspieler

###### Hartmann, O
- Hartmann, Ole Tage (1936–2024), dänischer Schauspieler
- Hartmann, Oliver (* 1970), deutscher Songwriter, Sänger, Produzent und Gitarrist
- Hartmann, Othmar Peter (1898–1973), österreichischer Maler
- Hartmann, Otto (1842–1927), deutscher Fabrikant und Tierschützer
- Hartmann, Otto (1884–1952), deutscher General der Artillerie im Zweiten Weltkrieg
- Hartmann, Otto (1889–1917), deutscher Offizier und Jagdflieger im Ersten Weltkrieg
- Hartmann, Otto (* 1899), deutscher Politiker (NSDAP)
- Hartmann, Otto (1904–1994), österreichischer Nationalsozialist und Denunziant
- Hartmann, Otto Ernst (1822–1877), deutscher Rechtswissenschaftler und Hochschullehrer
- Hartmann, Otto Karl (1882–1945), deutscher Versicherungsjurist

###### Hartmann, P
- Hartmann, Paul (1812–1884), deutscher Unternehmer
- Hartmann, Paul (1869–1944), deutscher Kunsthistoriker
- Hartmann, Paul (1869–1942), deutscher Politiker (DDP)
- Hartmann, Paul (1889–1977), deutscher Schauspieler
- Hartmann, Paul (* 1998), deutscher Schauspieler
- Hartmann, Paul Eduard (1863–1914), Landrat des Kreises Hagen (1899–1914)
- Hartmann, Paula (* 2001), deutsche Schauspielerin und SängerinPaula Hartmann (* 2001)

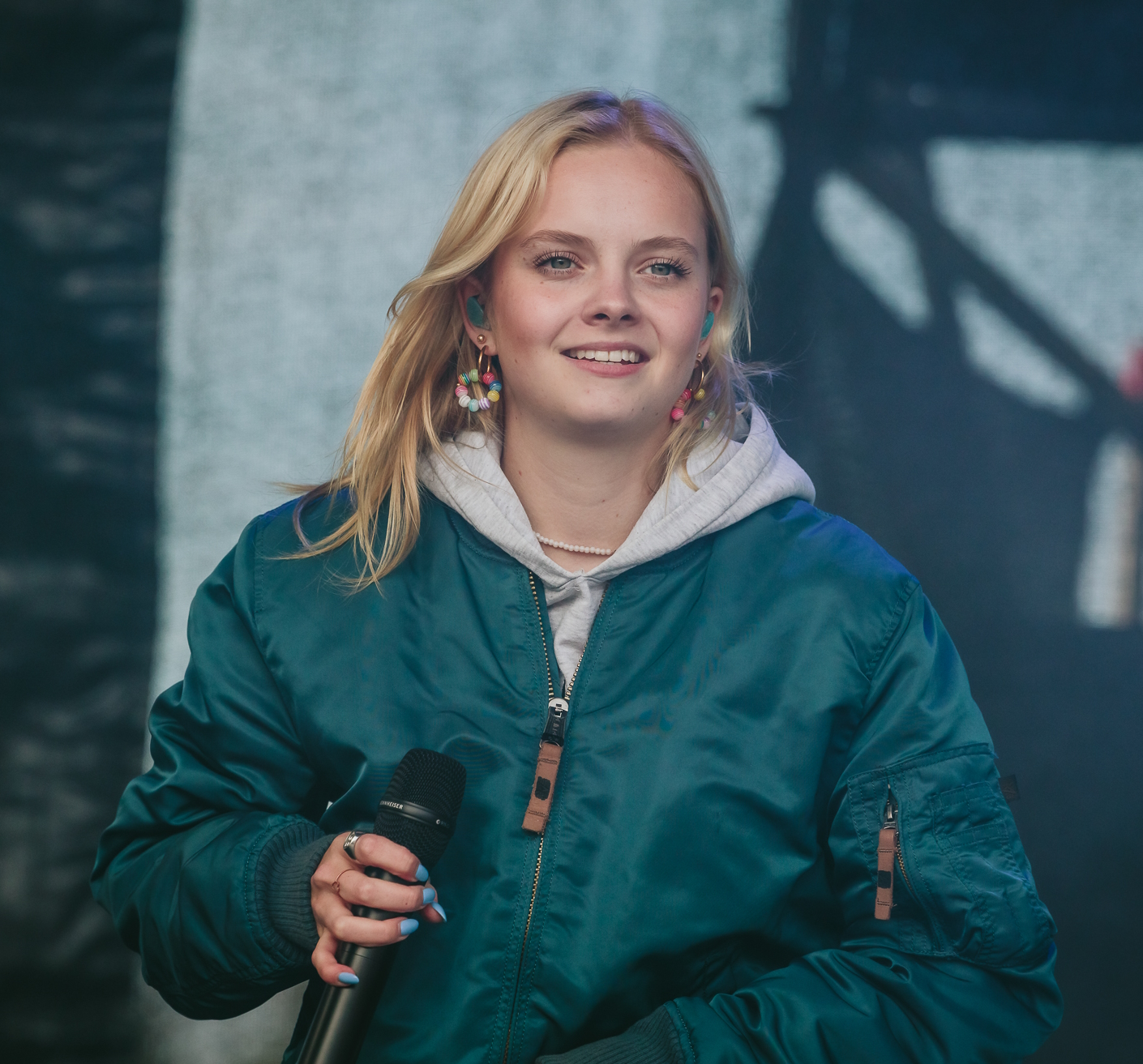
Paula Hartmann (* 2001)

- Hartmann, Peter (1747–1821), bayerischer Zisterziensermönch
- Hartmann, Peter († 1834), deutscher Politiker, bayerischer Bierbrauer zu Winzer
- Hartmann, Peter (1884–1982), deutscher Seemann
- Hartmann, Peter (1923–1984), deutscher Sprachwissenschaftler
- Hartmann, Peter (1934–2023), deutscher Richter und Fachautor
- Hartmann, Peter (1935–2023), deutscher Diplomat und Staatssekretär
- Hartmann, Peter (* 1951), Schweizer Politiker (SP)
- Hartmann, Peter (* 1970), Schweizer Politiker (GP)
- Hartmann, Peter Claus (* 1940), deutscher Historiker
- Hartmann, Peter H. (* 1957), deutscher Soziologe
- Hartmann, Peter Immanuel (1727–1791), deutscher Arzt und Hochschullehrer
- Hartmann, Petra (* 1970), deutsche Schriftstellerin
- Hartmann, Philipp Jakob (1648–1707), deutscher Mediziner, Historiker, Hochschullehrer und Mitglied der Gelehrtenakademie „Leopoldina“
- Hartmann, Philipp Karl (1773–1830), deutscher Mediziner
- Hartmann, Poul (1878–1969), dänischer Ruderer

###### Hartmann, R
- Hartmann, Rainer (1958–2023), deutscher Jazzgitarrist
- Hartmann, Rainer (* 1966), deutscher Freizeit- und Tourismusexperte
- Hartmann, Ralf (* 1962), deutscher GeneralarztRalf Hartmann (* 1962)

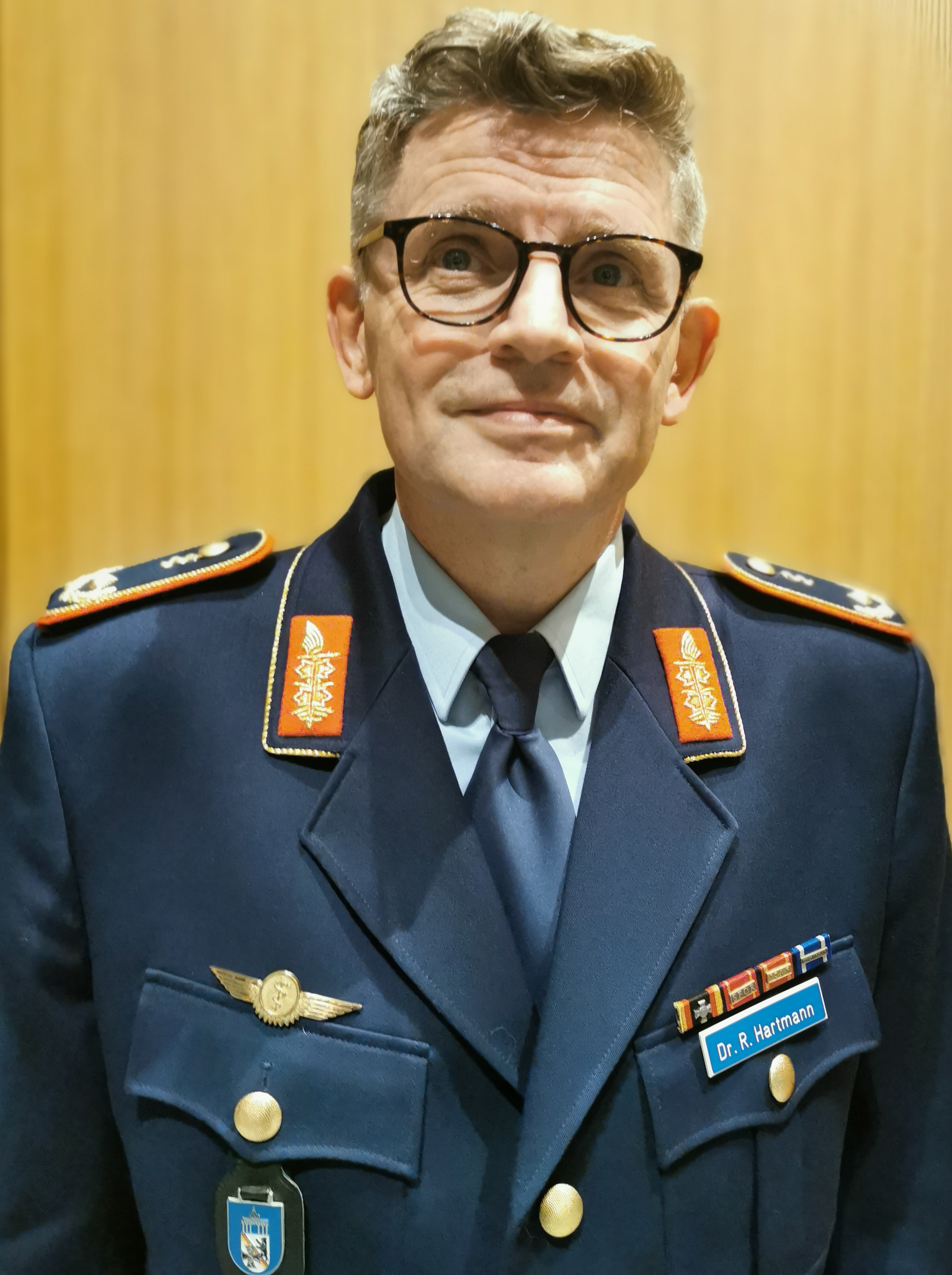
Ralf Hartmann (* 1962)

- Hartmann, Ralph (1935–2020), deutscher Diplomat, Botschafter der DDR in Jugoslawien
- Hartmann, Rebekka (* 1981), deutsche Violinistin
- Hartmann, Reiner (1958–2003), deutscher Boxer
- Hartmann, Reinhard (1938–2024), österreichischer Linguist, Lexikograf und Hochschullehrer
- Hartmann, Richard (1809–1878), deutscher Maschinenbau-Unternehmer und EisenbahnpionierRichard Hartmann (1809–1878)

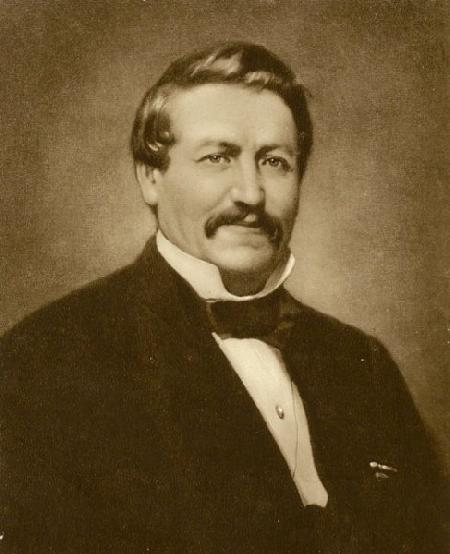
Richard Hartmann (1809–1878)

- Hartmann, Richard (1859–1933), deutscher Politiker (NLP, DDP), MdL (Sachsen)
- Hartmann, Richard (1881–1965), deutscher Orientalist
- Hartmann, Richard (1914–1984), deutscher Sportfunktionär, Präsident des Deutschen Bob- und Schlittensportverbandes (1968–1984)
- Hartmann, Richard (* 1958), deutscher römisch-katholischer Theologe
- Hartmann, Robert (1832–1893), deutscher Naturforscher und Autor
- Hartmann, Robert (* 1901), deutscher Jurist
- Hartmann, Robert (* 1926), deutscher Fußballspieler
- Hartmann, Robert (1940–2022), deutscher Sportjournalist und Buchautor
- Hartmann, Robert (* 1949), deutscher Maler
- Hartmann, Robert (* 1979), deutscher Fußballschiedsrichter
- Hartmann, Robert von (1802–1876), preußischer Generalmajor
- Hartmann, Roland (* 2003), österreichischer Fußballspieler
- Hartmann, Rolf (* 1935), deutscher Architekt, Ausstellungsgestalter und Gebrauchsgrafiker
- Hartmann, Rolf (1937–2007), deutscher Bildhauer
- Hartmann, Rudolf (1856–1929), deutscher Politiker (DNVP), MdR
- Hartmann, Rudolf (1885–1945), niederdeutscher Schriftsteller und kommunistischer Politiker
- Hartmann, Rudolf (1900–1988), deutscher Opernregisseur und Intendant
- Hartmann, Rudolf (1937–2020), deutscher Japanologe und Historiker
- Hartmann, Rudolf A. (1937–2006), deutscher Opernsänger (Bass/Bariton)
- Hartmann, Rudolph (1816–1893), deutscher Arzt und Heimatforscher

###### Hartmann, S
- Hartmann, Sadakichi (1867–1944), amerikanischer Dichter, Essayist, Kunstkritiker, Bühnenautor und Schauspieler
- Hartmann, Sebastian (* 1968), deutscher Schauspieler und Theaterregisseur
- Hartmann, Sebastian (* 1977), deutscher Politiker (SPD), MdLSebastian Hartmann (* 1977)

Sebastian Hartmann (* 1977)

- Hartmann, Sebastian (* 2004), deutscher Basketballspieler
- Hartmann, Shayan (* 2000), deutscher Schauspieler
- Hartmann, Sibille (1890–1973), deutsche Politikerin (Zentrum, CDU)
- Hartmann, Siegfried (1871–1941), Schweizer Jurist und Politiker im Kanton Solothurn
- Hartmann, Siegfried (1875–1935), deutscher Ingenieur und Publizist
- Hartmann, Siegfried (1927–2025), deutscher Drehbuchautor und Filmregisseur
- Hartmann, Sieglinde (* 1945), deutsche Germanistin und Forscherin zu Oswald von Wolkenstein, Balkanologin und Kulturanthropologin
- Hartmann, Sigismund Ferdinand (1632–1681), Mathematiker
- Hartmann, Simon (* 1977), deutscher Politiker (SPD)
- Hartmann, Sophie (1901–1967), deutsche Schriftstellerin
- Hartmann, Sören (* 1963), deutscher Manager
- Hartmann, Stefan (1943–2016), deutscher Historiker und Archivar
- Hartmann, Stefan (* 1954), deutscher katholischer Theologe
- Hartmann, Stefan (* 1968), deutscher Politiker (Die Linke)Stefan Hartmann (* 1968)

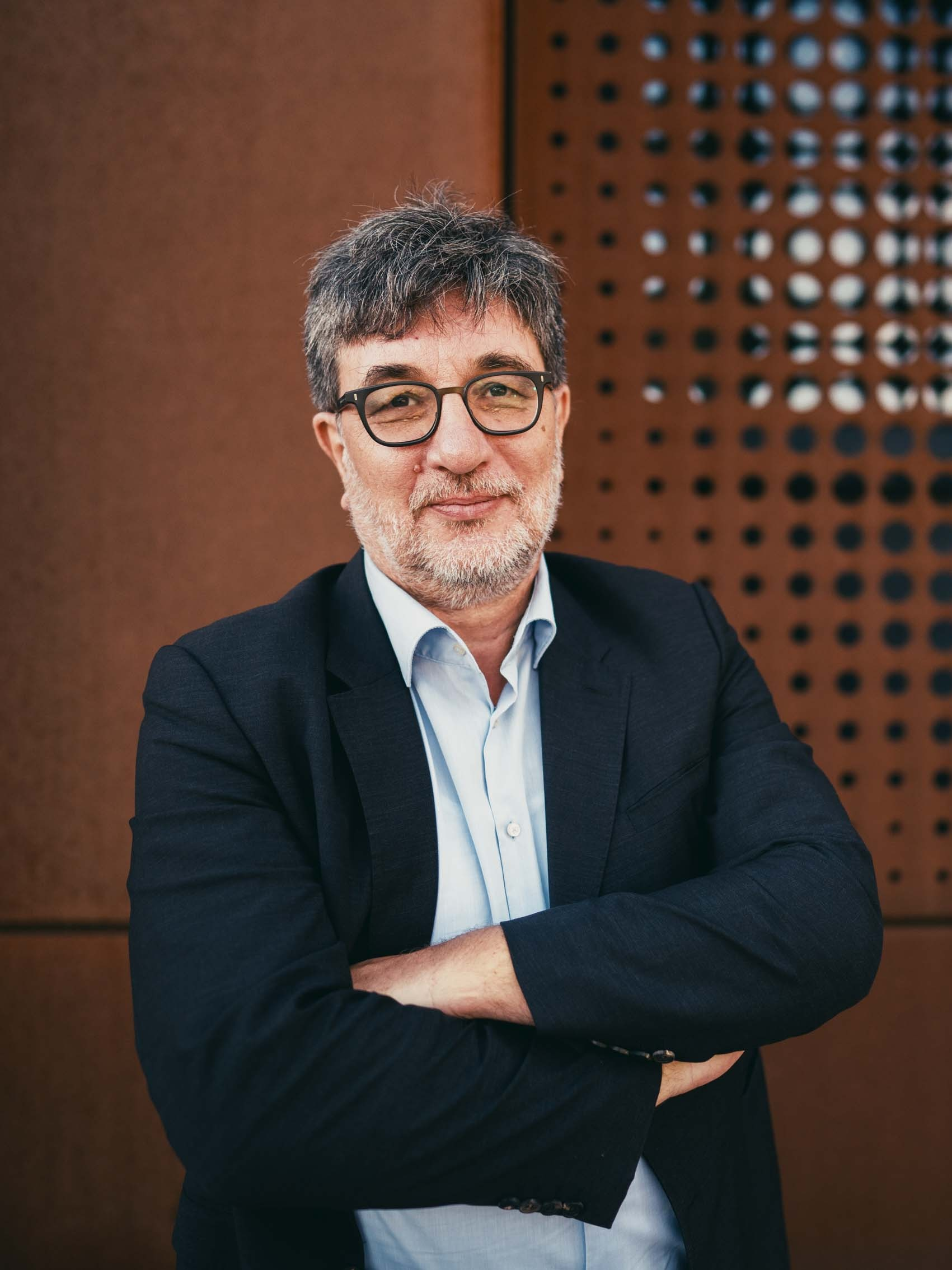
Stefan Hartmann (* 1968)

- Hartmann, Stefan (* 1990), deutscher Schauspieler
- Hartmann, Stephan (* 1968), deutscher Wirtschaftsphilosoph und Professor für Wissenschaftsphilosophie
- Hartmann, Susanne (* 1965), deutsche Biologin und Hochschullehrerin
- Hartmann, Susanne, deutsche Filmeditorin
- Hartmann, Susanne (* 1970), Schweizer Politikerin (CVP)
- Hartmann, Sven (* 1988), deutscher Basketballspieler
- Hartmann, Sven R. (1932–2021), US-amerikanischer Physiker
- Hartmann, Swantje (* 1973), deutsche Politikerin (SPD, CDU), MdL

###### Hartmann, T
- Hartmann, Thekla (* 1993), deutsche Schauspielerin
- Hartmann, Thom (* 1951), US-amerikanischer Journalist und AutorThom Hartmann (* 1951)

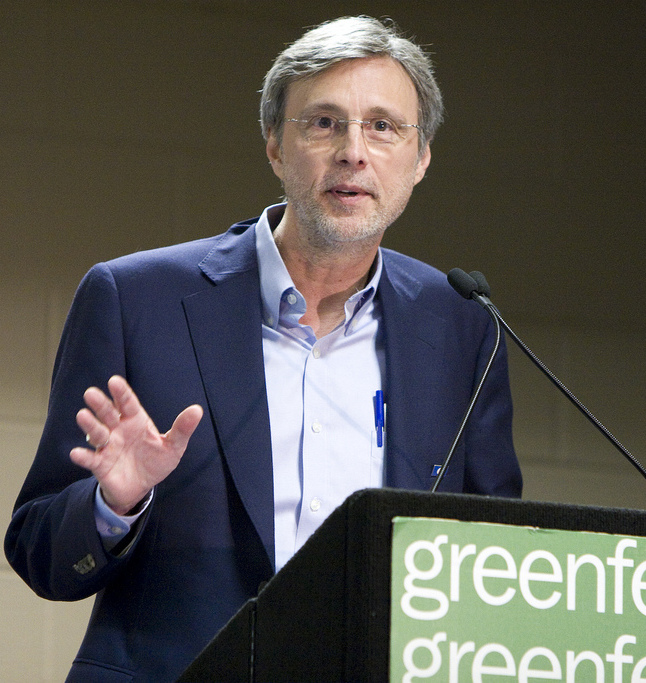
Thom Hartmann (* 1951)

- Hartmann, Thomas (1548–1609), deutscher evangelischer Theologe und Kirchenlieddichter
- Hartmann, Thomas (1937–2017), deutscher pharmazeutischer Biologe und Ökologe
- Hartmann, Thomas (* 1947), deutscher Journalist, erster Chefredakteur der taz
- Hartmann, Thomas (* 1950), deutscher Maler
- Hartmann, Thomas (1952–2019), deutscher Choreograf und Tänzer
- Hartmann, Thomas (* 1959), evangelischer Pfarrer und Buchautor
- Hartmann, Thomas de (1885–1956), russischer Komponist
- Hartmann, Timo (* 1981), deutscher Herpetologe
- Hartmann, Tina (* 1973), deutsche Literaturwissenschaftlerin, deutsche Autorin, Librettistin, Dramaturgin

###### Hartmann, U
- Hartmann, Udo (* 1970), deutscher Althistoriker
- Hartmann, Ulf (* 1970), deutscher Singer-Songwriter
- Hartmann, Ulrich (1938–2011), deutscher Manager und Politiker (SPD), MdHB
- Hartmann, Ulrich (1938–2014), deutscher Manager und Vorstandsvorsitzender der E.ON AG
- Hartmann, Ulrich (* 1953), deutscher Sportwissenschaftler und Hochschullehrer
- Hartmann, Uwe (* 1959), deutscher Langstreckenläufer
- Hartmann, Uwe (* 1962), deutscher Offizier und Pädagoge

###### Hartmann, V
- Hartmann, Vera (* 1970), deutsche Architektin
- Hartmann, Verena (* 1974), deutsche Politikerin (AfD), MdB

###### Hartmann, W
- Hartmann, Waldemar (1888–1942), deutscher Kunsthistoriker
- Hartmann, Waldemar (* 1948), deutscher Journalist, Moderator und SportreporterWaldemar Hartmann (* 1948)

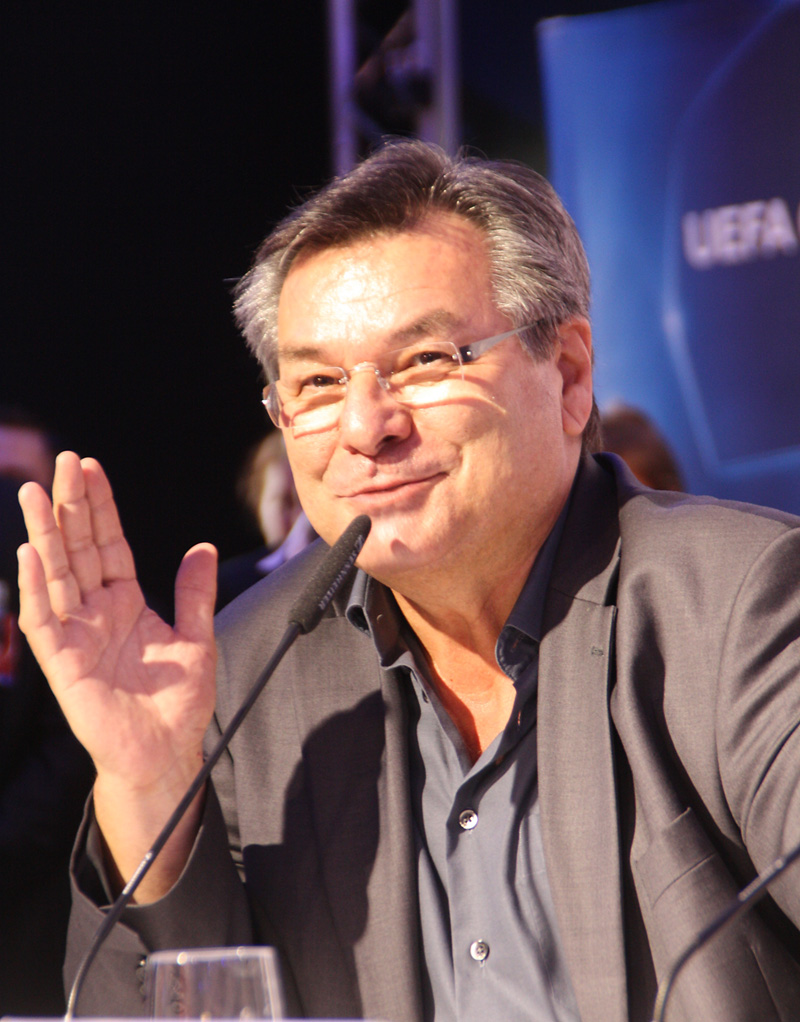
Waldemar Hartmann (* 1948)

- Hartmann, Walter (1891–1977), deutscher General der Artillerie im Zweiten Weltkrieg
- Hartmann, Walter (* 1925), deutscher Fußballspieler (DDR)
- Hartmann, Walter (1927–1992), deutscher Jazz- und Unterhaltungsmusiker
- Hartmann, Walter (* 1943), deutscher Biologe, Pflaumenzüchter und Sachbuchautor
- Hartmann, Walter (* 1949), liechtensteinischer Politiker
- Hartmann, Walther (1873–1964), deutscher Jurist, Oberbürgermeister von Remscheid (1915–1937)
- Hartmann, Walther Georg (1892–1970), deutscher Präsident des DRK
- Hartmann, Werner, deutscher Basketballtrainer
- Hartmann, Werner (1902–1963), deutscher Kapitän zur See und U-Bootskommandant im Zweiten Weltkrieg
- Hartmann, Werner (1903–1981), Schweizer Maler und Grafiker.
- Hartmann, Werner (1912–1988), deutscher Physiker und Elektrotechniker
- Hartmann, Werner (1923–2022), deutscher Berufsschullehrer, Heimatforscher, Ortschronist und Ehrenbürger
- Hartmann, Werner (1932–2004), deutscher Richter am Bundesverwaltungsgericht
- Hartmann, Werner (* 1950), deutscher Fußballspieler
- Hartmann, Werner (* 1953), Schweizer Hochschullehrer für Informatik-Didaktik und Mathematiker
- Hartmann, Werner (* 1959), deutscher Leichtathlet
- Hartmann, Werner von (1805–1866), deutscher Jurist und Politiker
- Hartmann, Wiktor Alexandrowitsch (1834–1873), russischer Architekt, Bildhauer und MalerWiktor Alexandrowitsch Hartmann (1834–1873)

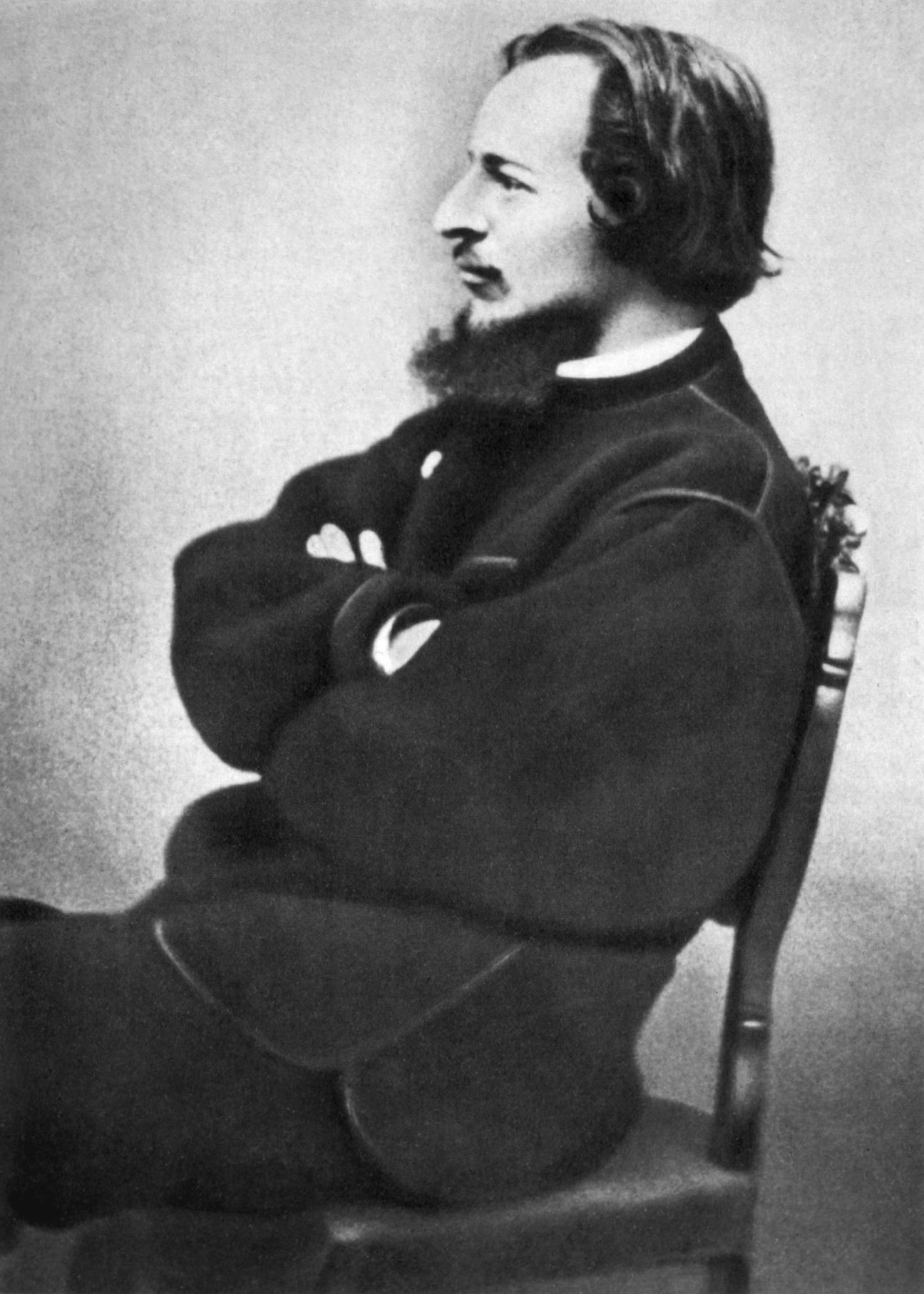
Wiktor Alexandrowitsch Hartmann (1834–1873)

- Hartmann, Wilfried (* 1941), deutscher Erziehungswissenschaftler
- Hartmann, Wilfried (* 1942), deutscher Mittelalterhistoriker
- Hartmann, Wilhelm (1808–1872), deutscher Textilunternehmer
- Hartmann, Wilhelm (1816–1889), deutscher Jurist und Reichsgerichtsrat
- Hartmann, Wilhelm (1844–1926), deutscher Unternehmer und Stifter
- Hartmann, Wilhelm (1844–1909), deutscher Politiker (SPD), MdR
- Hartmann, Wilhelm (1848–1913), deutscher Bäckermeister und Politiker
- Hartmann, Wilhelm (1853–1922), deutscher Maschinenbautechniker und Hochschullehrer
- Hartmann, Wilhelm (1890–1974), deutscher Landeshistoriker
- Hartmann, Winfried (* 1936), deutscher Politiker (CDU), MdL
- Hartmann, Wolf D. (* 1946), deutscher Wissenschaftler und Autor auf dem Gebiet des Innovationsmanagements und des Umweltschutzes
- Hartmann, Wolf Justin (1894–1969), deutscher Schriftsteller und Offizier
- Hartmann, Wolffgang († 1663), deutscher Kupferstecher und Maler
- Hartmann, Wolfgang (1891–1981), Schweizer Journalist, Schriftsteller
- Hartmann, Wolfgang (* 1959), deutscher Skispringer und Skisprungtrainer

###### Hartmann, X
- Hartmann, Xaver (1776–1850), bayerischer Landwirt und Politiker

###### Hartmann-D
- Hartmann-Drewitz, Hermann (1879–1966), deutscher Landschaftsmaler

###### Hartmann-H
- Hartmann-Heesch, Heike Suzanne (* 1969), deutsche Schriftstellerin

###### Hartmann-K
- Hartmann-Kottek-Schroeder, Lotte (* 1937), deutsche Gestalttherapeutin
- Hartmann-Krey, Karl von (1875–1945), deutscher Verwaltungsjurist, Landrat

###### Hartmann-M
- Hartmann-McLean, Hans (1862–1946), deutscher Bildhauer, Medailleur und Hochschullehrer
- Hartmann-Müller, Sabine (* 1962), deutsche Politikerin (CDU), Mitglied im Landtag von Baden-Württemberg

###### Hartmann-P
- Hartmann-Procházková, Zdenka (1926–2021), tschechisch-österreichische SchauspielerinZdenka Hartmann-Procházková (1926–2021)

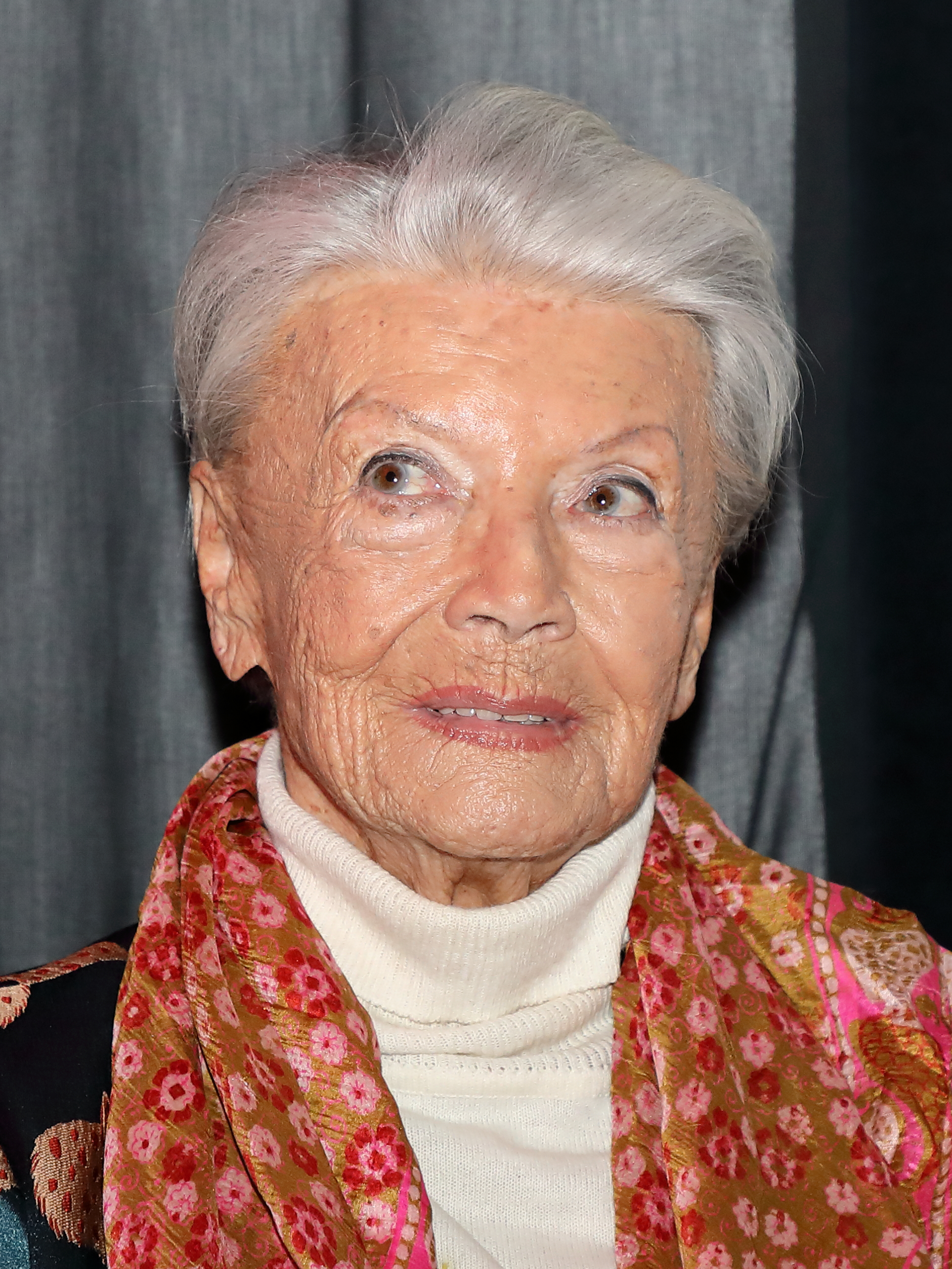
Zdenka Hartmann-Procházková (1926–2021)

###### Hartmann-S
- Hartmann-Solle, Charlotte (1898–1986), deutsche Malerin und Keramikerin

###### Hartmann-T
- Hartmann-Tews, Ilse (* 1956), deutsche Sportsoziologin und Hochschullehrerin

###### Hartmann-W
- Hartmann-Wendels, Thomas (* 1957), deutscher Wirtschaftswissenschaftler

###### Hartmanni
- Hartmanni, Andreas, deutscher Hochschullehrer, Rektor der Universität Heidelberg
- Hartmanni, Andreas († 1507), deutscher Kanoniker, Hofrichter und Generalvikar in Straßburg
- Hartmanni, Hartmannus, deutscher Rechtsgelehrter und Kanoniker an der Heidelberger Heiliggeistkirche
- Hartmanni, Hartmannus der Ältere († 1547), Kanzler der Kurpfalz
- Hartmanni, Hartmannus der Jüngere (1523–1586), kurpfälzischer Rechtswissenschaftler

###### Hartmanns
- Hartmannsdorf, Johann Christian von (1668–1731), Jurist in schwedischen Diensten
- Hartmannsdorf, Mattias von (1641–1690), deutscher Jurist und Diplomat in schwedischen Diensten
- Hartmannsdorff, Christian Balthasar von (1746–1820), Richter am Hofgericht Greifswald
- Hartmannsegger, Katrin (* 1992), deutsche Fußballspielerin
- Hartmannsgruber, Friedrich (* 1950), deutscher Historiker

###### Hartmannu
- Hartmannus († 878), Bischof von Lausanne

#### Hartmay
- Hartmayer, Gregory John (* 1951), US-amerikanischer Ordensgeistlicher, römisch-katholischer Erzbischof von Atlanta

### Hartme
- Hartmeier, Peter (* 1952), Schweizer Journalist, Verbandsfunktionär und PR-Leiter bzw. -berater
- Hartmetz, Rudolf (1941–2007), deutscher Fotografiker
- Hartmeyer, Adolf (1886–1953), deutscher Politiker (SPD), MdL, Oberbürgermeister von Tübingen
- Hartmeyer, Emil (1820–1902), deutscher Jurist, Journalist und Verleger
- Hartmeyer, Helene (1854–1920), deutsche Diakonisse und Oberin
- Hartmeyer, Hermann (1875–1965), deutscher Verleger
- Hartmeyer, Robert (1874–1923), deutscher Zoologe

### Hartmu
- Hartmut von St. Gallen, Abt des Benediktinerklosters St. Gallen
- Hartmuth, Hans C. W. (1908–1983), deutscher Unternehmer
- Hartmuth, Katharina (* 1995), deutsche Trail- und Ultraläuferin